# Chiese altomedievali di Vicenza
Le chiese altomedievali di Vicenza note sono una trentina: dagli scarsi documenti rimasti in nostro possesso, conosciamo il nome di una decina di chiese esistenti verso la fine dell'Alto Medioevo all'interno della cinta muraria della città di Vicenza e di un'altra ventina esistenti nel suburbio e nelle colture, le prime tutte dipendenti dai canonici della cattedrale e officiate da preti secolari, le seconde quasi tutte dipendenti da abbazie benedettine.
Per una città di modeste dimensioni come Vicenza, che a quel tempo contava poco più di 5.000 abitanti, sembrerebbe un numero di chiese piuttosto elevato; esse però assolvevano a funzioni diverse da quelle attuali: erano non solo luoghi di culto, ma anche di riunioni e assemblee, di affari e di registrazione di atti importanti, di asilo per i fuggiaschi o per i pellegrini che si recavano in città.
Data la carenza di fonti (le prime sono sostanzialmente del XII secolo) che attestino il momento esatto in cui furono costruite le più antiche chiese minori di Vicenza - escludendo quindi le due di chiara origine tardo antica, cioè la Cattedrale e la Basilica dei Santi Felice e Fortunato l'origine delle quali risale alla fine del IV o alla metà del V secolo - per convenzione possiamo definire altomedievali le chiese che sono citate in documenti anteriori al 1200, dando per scontato che siano state costruite entro tale data e quindi sostanzialmente prima della formazione del Comune di Vicenza, cioè siano anteriori alla metà del XII secolo. Queste chiese hanno delle caratteristiche peculiari, diverse da quelle che saranno costruite nel Duecento dagli ordini mendicanti o dai nuovi ordini religiosi che sostituiranno i benedettini.
Pur così individuate, di queste chiese non rimane praticamente nulla di concreto. Le opere di demolizione o di ristrutturazione, così come la riorganizzazione ecclesiastica della diocesi e degli ordini religiosi, avvenute nel corso dei secoli, hanno spesso cancellato anche ogni traccia di edifici che pure, a suo tempo, avevano avuto un'importanza anche notevole.

## Antiche chiese entro le mura altomedievali
Il primo documento che ricordi le antiche chiese urbane è un privilegium contenuto in una bolla di papa Urbano III datata 1186, con la quale venivano confermate ai canonici della cattedrale di Vicenza tutte le donazioni fatte loro l'anno precedente dal vescovo Pistore, compresa la titolarità di dieci "cappelle urbane", quindi esistenti all'interno delle mura, e cioè quelle di San Paolo, dei Santi Giacomo e Filippo, di San Marcello, di Sant'Eleuterio, di Santo Stefano, dei Santi Faustino e Giovita, di San Marco (questa però posta al di fuori delle mura, poco oltre il ponte Pusterla), di San Lorenzo di Portanova, di San Lorenzo in Berica, di San Vito (anch'essa fuori le mura sulla strada di Lisiera), di San Savino e di San Salvatore. Con la stessa bolla ai canonici veniva confermata anche la titolarità di chiese extraurbane, che nel 1186 erano almeno 16: Incignanum, Sovizzo, Cresole, Rettorgole, Fabrica, Arcugnano, due a Bertesina, Longare, Santa Giustina, Sant'Apollinare, Costa Rovolon, Longara, Santa Croce, San Desiderio e San Giacomo. Il privilegium di Urbano III fu poi confermato da un analogo di Innocenzo III nel 1206.
Le prime sette citate sarebbero state chiamate nel secolo successivo le "sette cappelle urbane", cioè chiese secondarie appartenenti alla primitiva organizzazione ecclesiastica, dipendenti dalla cattedrale. Secondo lo storico Sottani, la loro collocazione - a parte quella di San Marco - all'interno del perimetro della città romana rende probabile la costruzione già nella tarda antichità o poco dopo; secondo il Mantese, la denominazione di "cappelle", tipica dell'epoca carolingia, fa ritenere che esistessero già nell'VIII-IX secolo o fossero addirittura antecedenti, come sarebbe suggerito anche dalle loro dedicazioni, tutte a santi martiri dei primi tre secoli. L'elenco delle sette cappelle urbane viene ripetuto nel Registro delle Rationes Decimarum dell'Archivio Vaticano riferito agli anni 1297-1303.
Nel Duecento le "sette cappelle" diventarono sedi parrocchiali - pur senza il fonte battesimale che rimase unico in cattedrale - e mantennero questa funzione fino alla soppressione napoleonica. Non furono però - già a partire dal XIV secolo - le chiese più importanti della città, ruolo che rivestirono invece quelle degli ordini mendicanti - Santa Corona, San Lorenzo, San Michele - molto più grandi e quindi adeguate ad accogliere una popolazione cittadina in crescita e richiamata dalla predicazione di religiosi ben più colti dei preti diocesani; chiese che divennero sempre più ricche, perché erano luoghi che davano visibilità e quindi attiravano cospicui lasciti da parte delle famiglie aristocratiche.
Le antiche chiese urbane sopravvissero, quasi sempre a un livello modesto e in situazione spesso precaria per la mancanza delle risorse necessarie ai restauri. Furono sedi di fraglie e confraternite, luoghi di riunione, soprattutto luoghi in cui la celebrazione delle funzioni religiose - in particolare le messe in suffragio dei defunti - garantiva benefici ai sacerdoti officianti e rendite ai canonici titolari; la pluralità di questi benefici, accentrati appunto nei canonici, fu uno dei maggiori problemi che si trovarono ad affrontare i vescovi Matteo e Michele Priuli nel loro tentativo di attuare la riforma tridentina. Come risulta dagli Statuti Capitolari del 1349, i rectores di queste antiche cappelle urbane continuavano a denominarsi cappellani e facevano parte della congregatio cappellanorum, in seguito detta Comunella dei parroci, che serviva loro per condividere parte delle offerte ricevute per i funerali.
Di tutte queste chiese rimane la descrizione che il cardinale Agostino Valier fece nel 1584, quando stese la sua relazione sullo stato delle chiese di Vicenza, a seguito della visita apostolica a Vicenza, sempre in attuazione della riforma tridentina.
Con la riorganizzazione ecclesiastica napoleonica, spariti i benefici e i privilegi dei preti, tutte le sedi parrocchiali furono spostate dalle chiese antiche ad altre più recenti costruite dagli ordini religiosi tridentini, anch'essi soppressi: si salvò solo Santo Stefano, che era stata completamente ricostruita un secolo prima.
A parte, appunto, Santo Stefano e le chiese di San Faustino e di San Giacomo Minore - comunque sconsacrate e adibite ad altri usi - tutte le antiche chiese urbane furono presto demolite e non se ne conserva più traccia. Un aiuto per la loro individuazione proviene dalla Pianta Angelica del 1580 - la prima mappa dell'intera città che ci sia pervenuta - e da qualche illustrazione successiva, in particolare la Descrizione del Dall'Acqua del 1711.

### Santi Apostoli
Era situata, secondo il Giarolli, nella piazzetta omonima immediatamente all'interno delle vecchie mura; più precisamente, come appare dalle mappe disegnate in età moderna, nell'area dell'isolato compreso tra contrà e stradella Santi Apostoli, con la facciata a nord, rivolta verso ponte San Paolo.
Secondo il Mantese si trattava di una cappella annessa, almeno in origine, ad un ospizio per infermi, vedove e vecchi poveri. Non risulta nell'elenco contenuto nella bolla di Urbano III del 1186, ma viene nominata nel libro censuario della Chiesa Romana del 1192 fra le chiese vicentine soggette a contributo, per il censo annuo di un bisanzio. Secondo il Barbarano la più antica menzione risale alla fine del Duecento, contenuta in una disposizione testamentaria: 1299 Joannes de Albetone legavit pauperibus de S.S. Apostolis de Berica LX soldos parvorum.
Nel Cinquecento la chiesa dei Santi Apostoli era utilizzata soltanto saltuariamente, su richiesta dei fedeli, e veniva officiata dagli eremitani della vicina sede parrocchiale di San Michele. Nel 1534, però, il cardinale Valier nella sua relazione annotava: "in tutta verità mai in essa si celebra, ed è spoliata di tutto, rubate furono le campane e si crede che sia sconsacrata e che mai sia aperta; è infatti quasi sepolta dai rifiuti … pure il tetto rovina ogni giorno". Fu restaurata verso il 1606 dal vescovo Dionisio Dolfin, quando venne posizionata sull'unico altare una pala del bresciano Porfirio Moretti, poi andata perduta.
Essa fu definitivamente chiusa al culto nel 1744 e demolita nel 1773; al suo posto venne eretta una colonna con l'iscrizione: "Qui fu la chiesa dei Santi Apostoli", come si usava quando si demoliva un importante edificio pubblico, ma anche questa ben presto scomparve. L'unica traccia restante è il toponimo con il quale sono state intitolate la contrà, la piazzetta e la stradella Santi Apostoli.

### Sant'Eleuterio, poi Santa Barbara

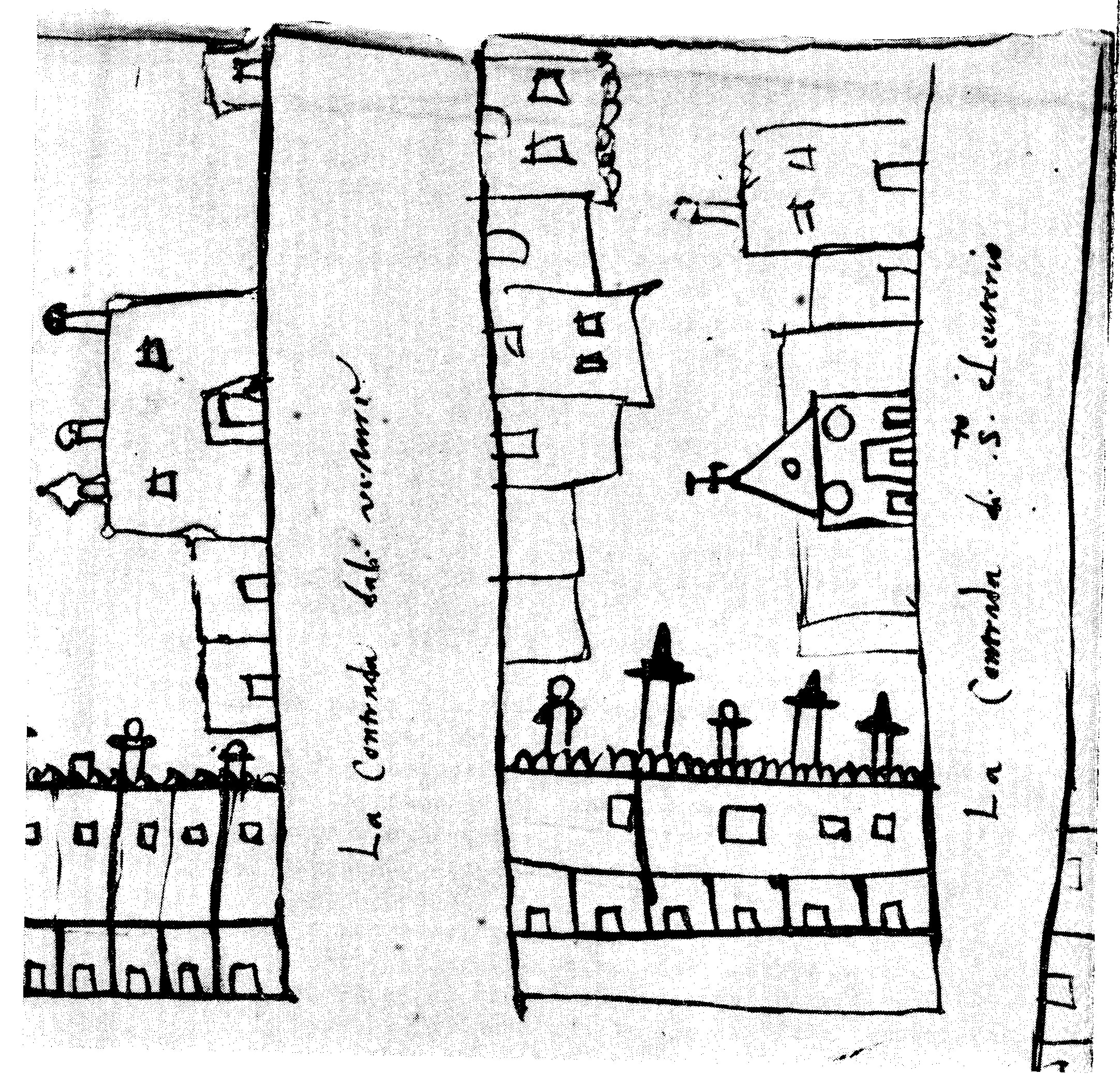
Mappa del Peronio di Vicenza 1481 (particolare) - Le contrà delle Vetture e di San Eleuterio

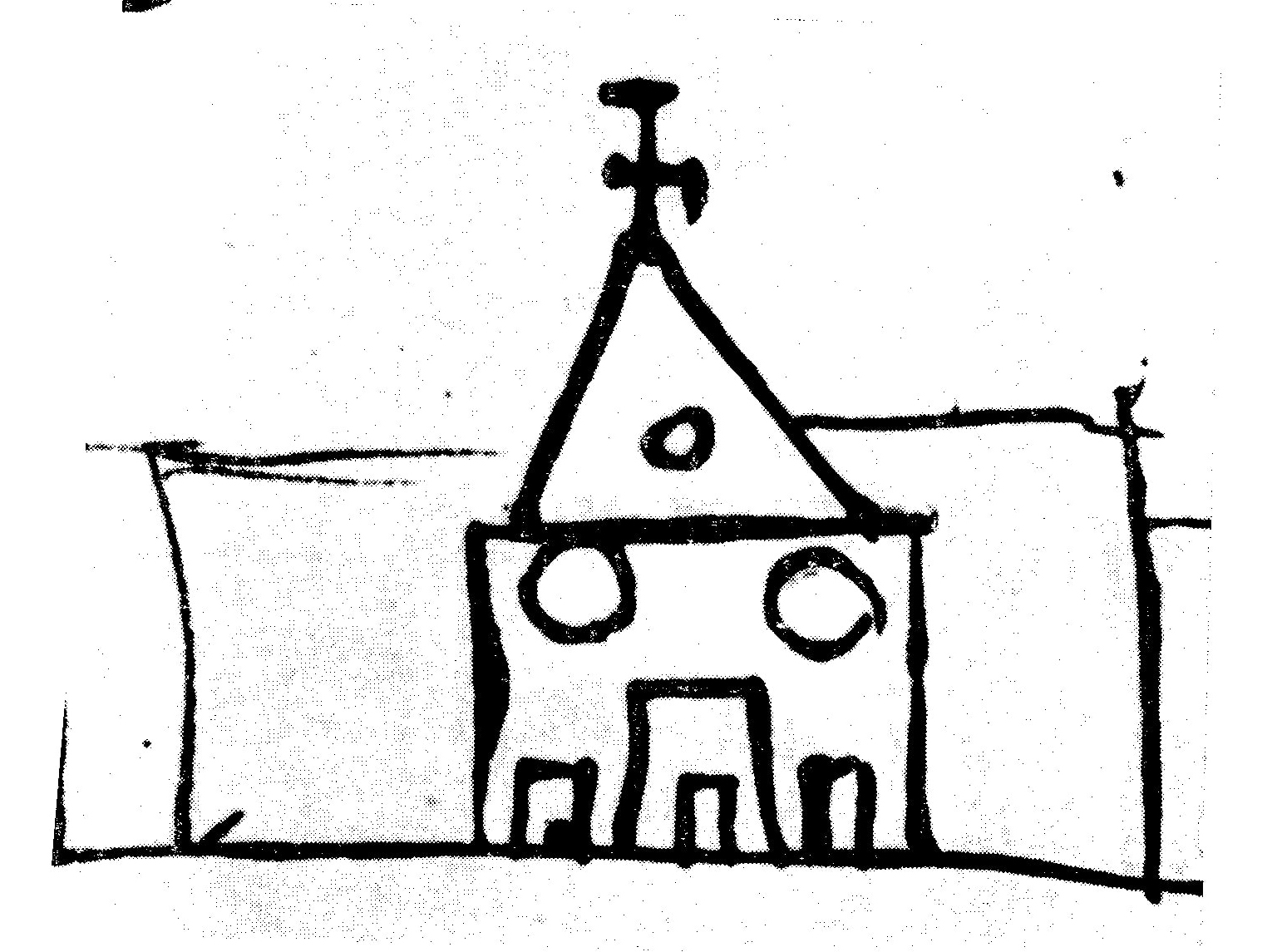
Mappa del Peronio di Vicenza 1481 (particolare) - La chiesa di San Eleuterio

Molto antica, citata come le altre cappelle nel privilegium di papa Urbano III, la chiesa di Sant'Eleuterio sorgeva sull'area occupata dall'isolato a nord di piazza delleBiade e delimitato dalle contrde delle Vetture (ora Manin) e San Eleuterio (ora Santa Barbara) Così appare nella Pinta del Peronio del 1481, nella Pianta Angelica del 1580 e nella Descrizione di Dall'Acqua del 1711.
Le funzioni religiose furono sempre garantite da preti secolari, che venivano nominati dal capitolo dei canonici della cattedrale, titolari dei diritti e dei privilegi. Presso la chiesa trovarono sede alcune fraglie di arti e mestieri, la più importante delle quali era quella degli orefici che al suo interno avevano dedicato una cappella a Sant'Eligio (detto anche Sant'Alò).
Fino dalla metà del XV secolo nella chiesa erano presenti anche altre fraglie, come quelle dei merzari (merciai), dei calegari e pellettieri (calzolai), dei peliparioli (pellicciai) e quella dei muratori e scalpellini, che annoverò tra i suoi soci anche il Palladio; queste confraternite facevano a gara per abbellire la chiesa. Quella dei merciai aveva la proprietà dell'altare maggiore dedicato a sant'Eleuterio, ornato da una pala di Jacopo da Ponte e possedeva altresì una bella tela di Giulio Carpioni. L'altare di sant'Eligio protettore degli orefici era fregiato da un dipinto giudicato tra i migliori di Alessandro Maganza, quello dedicato ai quattro Santi Coronati era di proprietà della Scuola dei muratori e scalpellini, mentre quello dedicato all'Assunzione della Vergine era stato costruito dalla pietà dei fedeli del quartiere.
La chiesa continuò a chiamarsi di Sant'Eleuterio fin verso il 1550, quando vi fu accolta la confraternita o Schola dei Bombisti o Bombardieri (gli specialisti nell'uso delle armi da fuoco), che si erano trasferiti dalla precedente sede dell'oratorio di Santa Barbara presso la chiesa di Santa Croce e che vi eressero un altare in onore della loro patrona. La chiesa assunse il duplice nome dei Santi Eleuterio e Barbara, ma poco a poco prevalse il secondo, si andò dimenticando il nome di Sant'Eleuterio e rimase in uso soltanto quello di Santa Barbara. La visita del 1584 del cardinale Valier registrava: "La chiesa è piuttosto piccola per il numero di persone, ma da poco pulita, racconciata scrostata e imbiancata, il soffitto a cassettoni e cinque altari dei santi Eleuterio, Barbara, Eligio, Maria e Agata".
La cappella originaria - di cui non si conosce la forma - andò in gran parte distrutta con il terremoto del 25 febbraio 1695. La perizia con la descrizione dei danni e la valutazione dei costi per la ricostruzione, allegata alla supplica presentata poche settimane più tardi al Comune, era firmata da Carlo Borella, il costruttore anche della Basilica di Monte Berico e della chiesa di Santa Maria in Araceli. Iniziati al più presto, i lavori finirono nel 1702. La nuova chiesa era un edificio elegante e ornato delle suppellettili e degli arredi che era stato possibile recuperare dalla precedente, oltre che da altre pregevoli opere d'arte; tra queste una bella tela di Pasquale Rossi detto il Pasqualino, buon pittore vicentino, e statue di Orazio Marinali e di Giacomo Cassetti. Alla ricostruzione concorsero, oltre ai fedeli della parrocchia, anche tutti gli associati delle varie fraglie e in primo luogo i bombardieri il cui numero, in quell'occasione, arrivò a 800 persone.
In seguito all'abolizione nel 1772 - da parte della Repubblica di Venezia - della scuola dei bombardieri e di altre confraternite, cominciò una rapida decadenza anche della chiesa. Anche la sede parrocchiale venne soppressa nel 1807 e inglobata dapprima nella parrocchia dei Servi e poi, dopo un ricorso dei parrocchiani di Santo Stefano, in quest'ultima.
La chiesa di Santa Barbara fu in parte smantellata, le tele migliori furono spedite a Milano, l'altare maggiore di fine marmo di Carrara fu ceduto alla chiesa parrocchiale di Cereda, sparirono stucchi, cornici e sculture, ogni cosa fu trafugata o dispersa, demolito il campanile, scomparve il frontone semicircolare della facciata, il tutto con grande sdegno del conte Arnaldo Tornieri, colto e appassionato intellettuale del tempo.
Ciò che restava fu acquistato nel 1840 dal canonico Pietro Marasca il quale, dopo un ultimo tentativo di riportare la chiesa al culto, la trasformò in abitazioni provvedendo a costruire nella vicina chiesa di Santo Stefano, dove era stata trasferita la sede parrocchiale, un altare dedicato a santa Barbara.

### Santi Faustino e Giovita

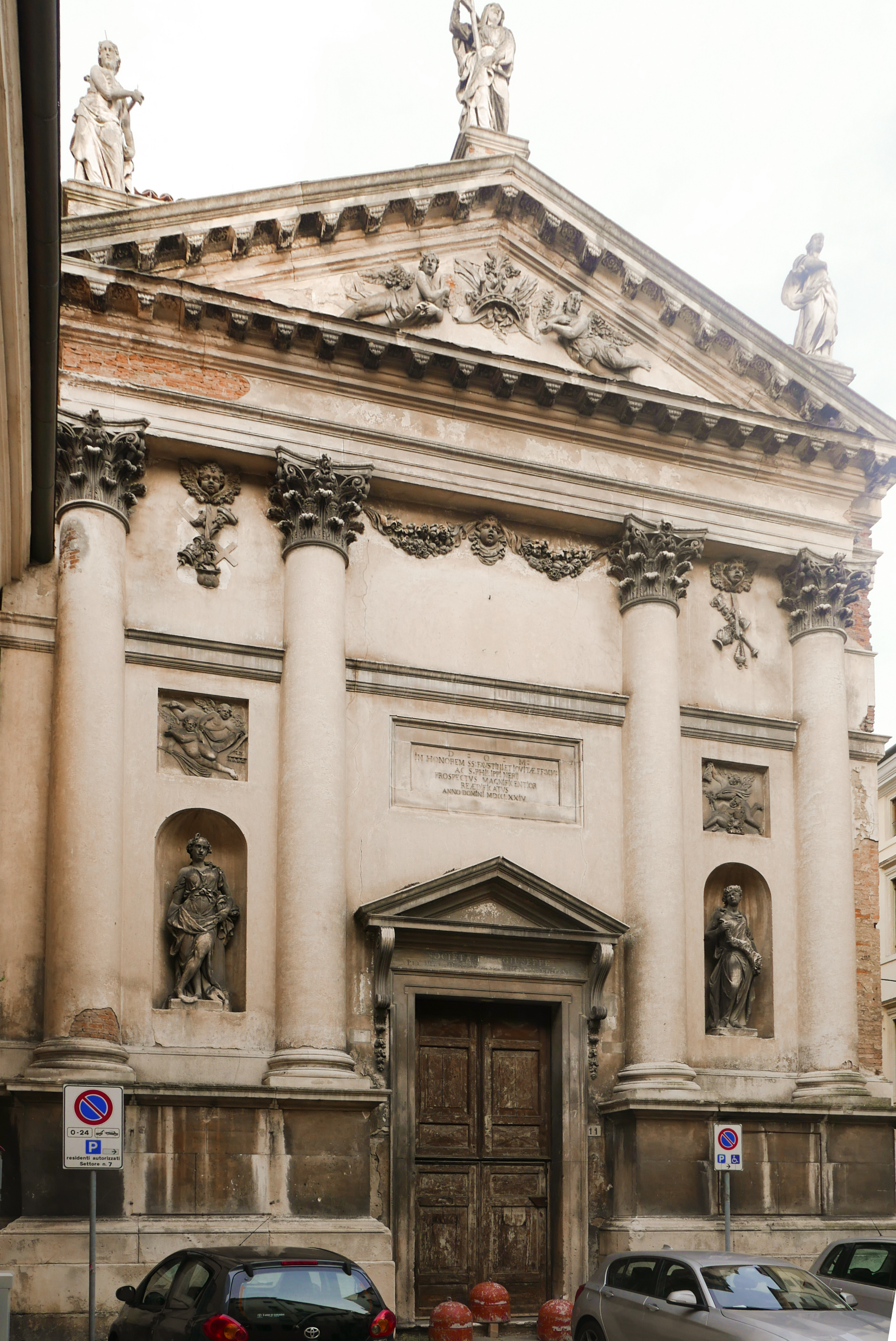
Chiesa di San Faustino a Vicenza, facciata, di Ottavio Bertotti Scamozzi

Il luogo in cui venne costruita la chiesa primitiva è facilmente individuabile, perché la chiesa - nonostante i restauri e le modifiche - corrisponde al Cinema Odeon, con la facciata rivolta verso contrà San Faustino e il fianco verso su stradella dell'Isola.
Il primo documento che la nomina è del 971, quando il vescovo di Vicenza Rodolfo e il patriarca di Aquileia Radoaldo sedettero in giudizio a Verona per comporre una lite tra il monaci di Santa Maria in Organo e i preti della chiesa vicentina dei santi Faustino e Giovita; viene poi citata anche nel privilegium di Urbano III del 1186. Nel XIII secolo divenne sede parrocchiale e veniva citata fra le sette cappelle urbane.
Così come la vicina chiesa di Sant'Eleuterio, anche quella di San Faustino fu sede di fraglie, come quella dei fabbri che vi eressero l'altare del loro patrono Sant'Eligio, che aveva un notevole peso nella vita della chiesa.
Influente era anche la fraglia degli orefici che seppellirono qui l'incisore e cesellatore Valerio Belli.
Nel 1584 il visitatore apostolico Agostino Valier così descriveva la Chiesa: "è mediocre, a un'unica navata e con il tetto in parte a cassettoni e in parte con un archivolto in laterizio, quasi tutta imbiancata tranne che in certe parti ove è dipinta con fine finestre, con un oculo con i suoi vetri onorifici e con gli altari sottoscritti dei santi Faustino e Giovita, di Sant'Eligio, della beata Maria, della Santa Pietà". A quel tempo la popolazione della parrocchia era di 1500 anime, con 120 bambini che frequentavano la scuola di dottrina cristiana alla domenica.
Secondo Francesco Barbarano, al centro della chiesa vi era un sepolcro riservato ai fanciulli che morivano prima di raggiungere l'età della ragione. Qui accanto ai fanciulli, fu tumulato su sua richiesta anche Gellio Ghellini - che fu parroco della chiesa nei primi anni del Seicento - in quanto "amator dell'innocenza".
Nel 1686 il giureconsulto Giovanni Maria Marchesini procurò l'officiatura della chiesa dei Santi Faustino e Giovita - che fino ad allora era sempre stata gestita da sacerdoti secolari dipendenti dai canonici della cattedrale - ai padri filippini, che si occuparono del suo restauro, tanto che il nome di San Filippo fu aggiunto a quello di Faustino e Giovita nel titolo della chiesa. Essi però vi rimasero solo fino al 1719, quando si spostarono dov'era stata la prima chiesa vicentina dei Gesuiti, per costruirvi la propria, dedicata a San Filippo Neri. Altri lavori furono compiuti nei primi decenni del Settecento, anche per riparare i danni conseguenti al terremoto del 1695. Nel 1710 fu posta la prima pietra del campanile, su disegno di Francesco Muttoni. La facciata barocca, che ricorda quella della parrocchiale di Santa Caterina, è dovuta all'architetto Ottavio Bertotti Scamozzi ed è stata costruita alla fine del Settecento.
Nel 1807, in base ai decreti napoleonici, la parrocchia di San Faustino fu soppressa, in parte incorporata in quella di Santo Stefano e in parte in quella dei Servi. La chiesa fu sconsacrata e quasi completamente spogliata di tutte le opere d'arte che possedeva; gli altari vennero spostati in altre sedi, come l'altare maggiore, opera di Orazio Marinali del 1684, che fu portato nella nuova chiesa parrocchiale di Villaverla. Passato al demanio comunale, l'edificio venne utilizzato come magazzino - nel 1843 lo era per il legname di costruzione della Rua - nonostante i tentativi dei fedeli di poterlo riaprire quanto meno come oratorio.
Questa istanza trovò risposta dopo il 1858, quando venne ceduto alla Società del Mutuo Soccorso fra gli artigiani vicentini, che lo utilizzava per adunanze e cerimonie religiose. Nel 1861 l'architetto Giovanni Miglioranza, su incarico della Società, disegnò un nuovo altare e il vescovo Farina nel 1864 vi autorizzò le cerimonie religiose. Qualche decennio più tardi però, nel 1898, considerando che da tempo nella ex chiesa "si compivano atti e si tenevano assemblee del tutto profane e affatto ripugnanti alla santità di un luogo consacrato al culto della religione" la Curia vescovile vi vietò ogni funzione religiosa e l'edificio venne definitivamente adibito soltanto a sala conferenze; l'altare del Miglioranza e gli altri arredi furono trasferiti alla chiesa del Patronato Leone XIII.
Dal maggio 1907 divenne sala cinematografica, il cinema Odeon.

### Santi Filippo e Giacomo (o San Giacomo Minore)

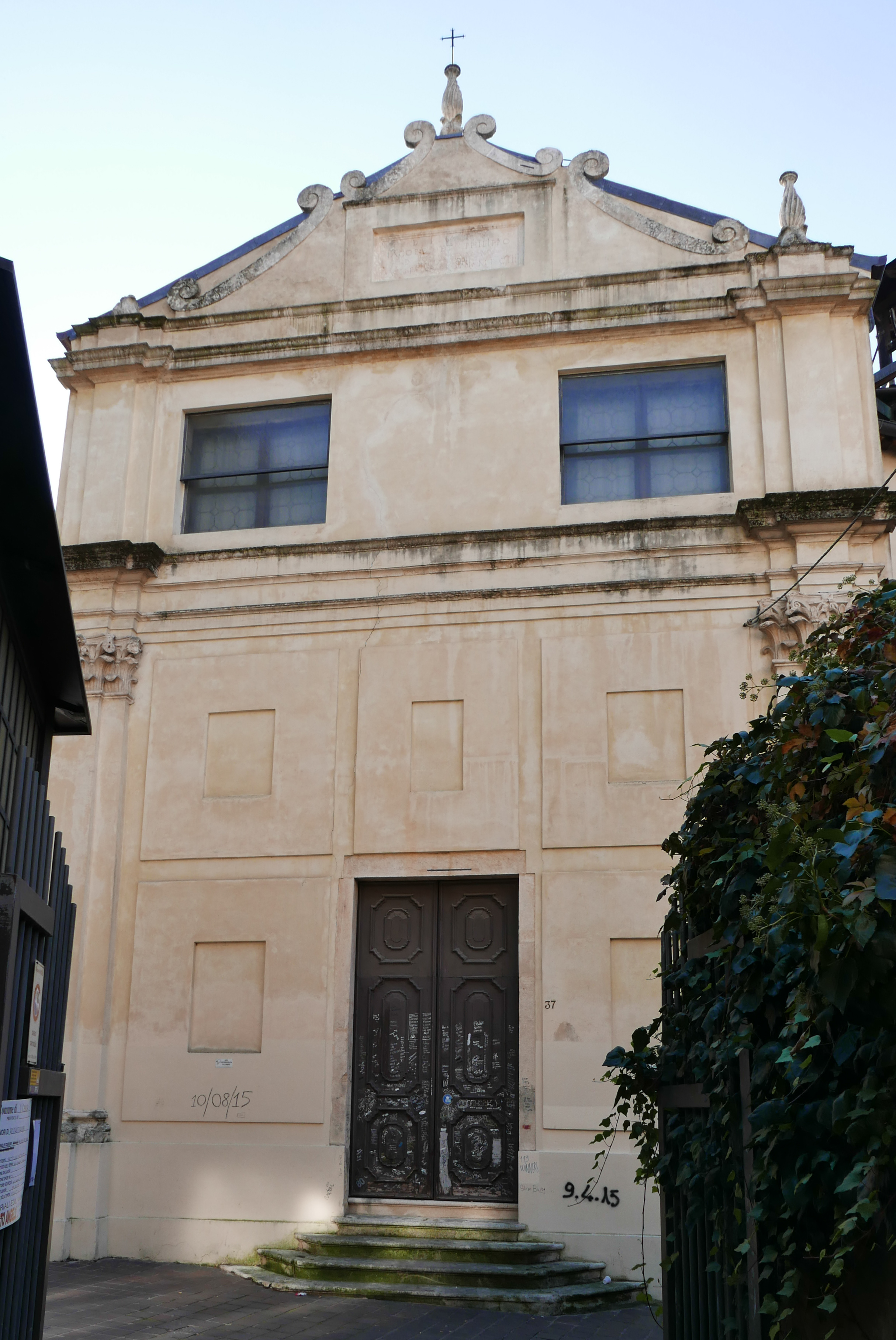
Facciata della chiesa dei Santi Filippo e Giacomo.

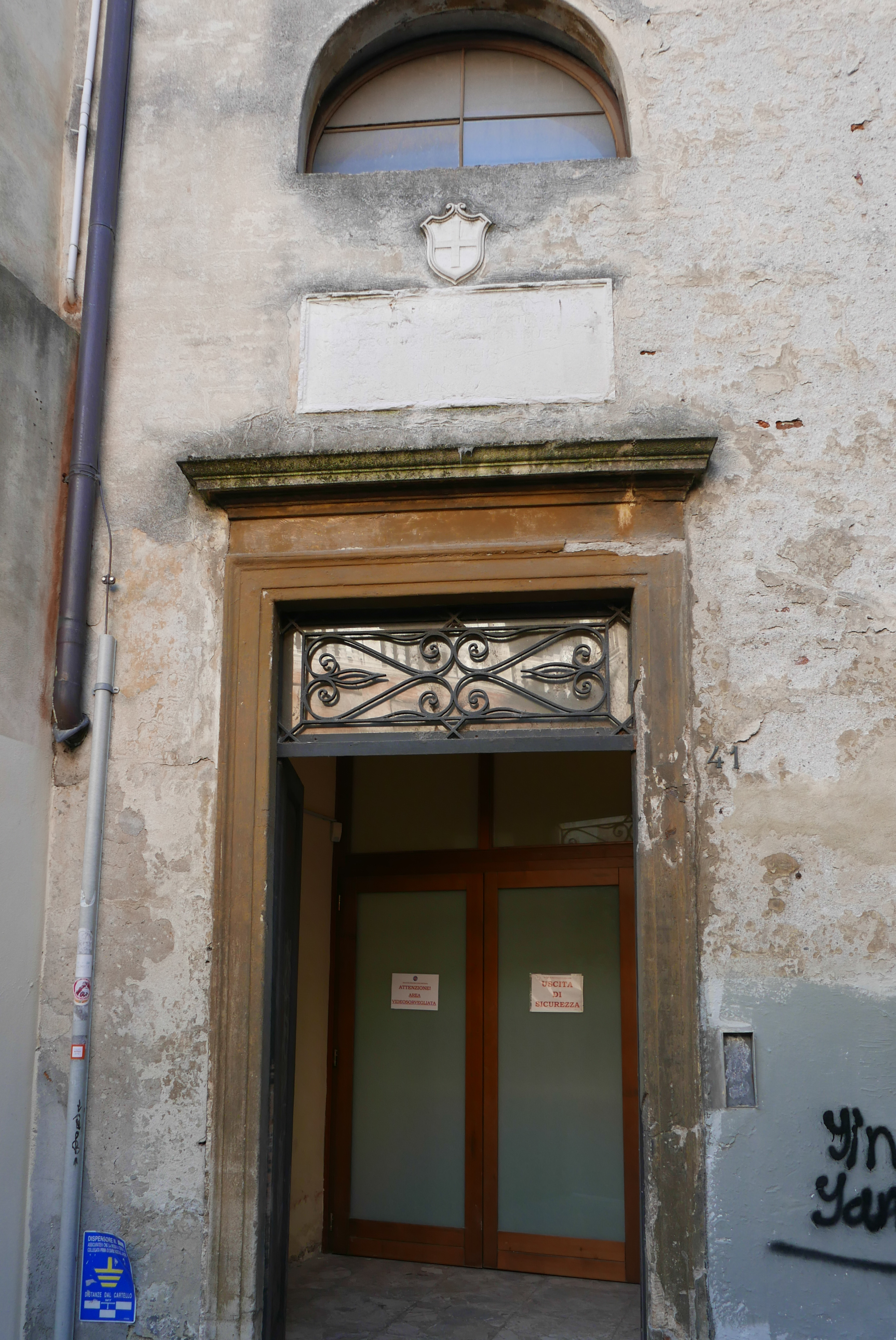
Portale dell'ex convento dei Somaschi.

Situata nell'angolo compreso tra piazzetta san Giacomo e la tortuosa stradella san Giacomo, l'antica chiesa dedicata ai due apostoli viene chiamata anche chiesa di San Giacomo in Riale o di San Giacomo Minore, per distinguerla da quella di San Giacomo Maggiore, ovvero la chiesa di Santa Croce o dei Carmini.
Citata nel privilegium del 1186, per secoli fu officiata da cappellani alle dipendenze dei canonici della cattedrale. Nel 1521 fu interdetta agli uffici religiosi, assieme alla parrocchiale di Santo Stefano, come conseguenza della scomunica di alcuni nobili vicentini. Nel 1583 il vescovo Michele Priuli - che aveva chiamato a Vicenza i Padri Somaschi per essere aiutato nell'attuazione della riforma tridentina, in particolare come insegnanti nel seminario di nuova istituzione - affidò a questa congregazione la gestione della chiesa, nonostante l'opposizione e i ricorsi a Roma dei canonici che si vedevano defraudati dei propri privilegi.
A quel tempo la situazione della chiesa era piuttosto precaria, come risulta dalla relazione del cardinale Valier: «...la chiesa è mediocre con un'unica navata, il soffitto a cassettoni, con due altari nel frontespizio ma, come riferirono i padri, vogliono al più presto accomodarla». E, in effetti, a partire dal 1603 e nei decenni successivi i Somaschi affrontarono il radicale restauro e l'ampliamento della chiesa e, quasi contemporaneamente, della costruzione del convento e dell'annesso collegio.
Con la ricostruzione, fu invertito l'orientamento della chiesa, la cui facciata fu rivolta verso est e il presbiterio a ovest. La descrizione del Barbarano parla di tre cappelle sulla destra entrando dalla porta maggiore: di san Girolamo Emiliani, fondatore della congregazione dei Somaschi, di san Carlo Borromeo e di santa Sabina, quest'ultima cappella di proprietà dei Trissino, che avevano fatto costruire e adornare anche la cappella maggiore. Sul lato sinistro, cioè verso la piazzetta, la cappella già dei Valmarana dedicata a Cristo Salvatore e accanto a questa la cappella dell'angelo custode.
La chiesa fu definita "una galleria della pittura vicentina del Seicento, per la ricchezza e la varietà dei dipinti che vi sono profusi nei lacunari del soffitto, nei riquadri dell'attico, nei pennacchi e nelle grandi tele della crociera".
Alla fine del Seicento la comunità contava almeno una quindicina di religiosi ed era considerata un'istituzione cittadina importante, ma tutto questo cambiò nel secolo successivo. In seguito al decreto della Repubblica Veneta del 1769, che prevedeva la soppressione dei monasteri e dei conventi che non raggiungevano un certo numero di religiosi - e di quello dell'8 settembre 1772 che sopprimeva il convento e il collegio di San Giacomo - i Somaschi dovettero andarsene da Vicenza.
Mentre il convento passò al Comune, la chiesa ritornò a funzionare con un parroco secolare fino al 1810, dopo di che la sede parrocchiale fu trasferita per decreto nella chiesa di Santo Stefano. Divenuta anch'essa proprietà del Comune, fu conservata come chiesa sussidiaria della cattedrale, officiata da un rettore, e oratorio pubblico adibito alla pubblica istruzione, poiché nell'annesso ex-convento erano state collocate le scuole elementari comunali. 
Nel 1830 si trasferì qui la confraternita dei Rossi, dopo che il salone dei Rossi con annesso oratorio dei Santi Maria e Cristoforo era stato acquistato dalla Cassa di Ammortizzazione; qualche tempo dopo la chiesa fu definitivamente secolarizzata.
Alla fine del XX secolo fu assegnata alla Biblioteca Bertoliana che la adibì a sala di esposizioni e conferenze. Dal 2013 è chiusa al pubblico, prima per il rifacimento del tetto dove si erano verificate alcune infiltrazioni e poi per i lavori di ristrutturazione resisi necessari a causa di problemi di fessurazione delle pareti laterali.
Nel pavimento della chiesa sono ancora conservati i sigilli tombali di 21 tombe che datano dal 1529 al 1805, naturalmente svuotate del contenuto dopo la promulgazione dei decreti napoleonici del 1805 che imponevano nuove regole per le sepolture e in particolare il divieto di tumulazione all'interno delle mura cittadine.

### San Lorenzo di Portanova
Questa chiesa esisteva già nell'XI secolo, perché viene citata in un documento del 1104. Sorgeva nel luogo in cui, a partire dal 1280, fu costruita la grande chiesa di San Lorenzo.
Era chiamata "di Portanova" perché situata nei pressi dell'omonima porta delle mura altomedievali e anche per distinguerla dall'altra chiesa di San Lorenzo in Berica; viene citata nel privilegium di Urbano III del 1186 e nell'analogo documento di Innocenzo III del 1206. Non viene però nominata tra le sette cappelle della città nei documenti del XIII secolo, sostituita dalla chiesa di San Marco, ad essa posteriore e costruita fuori delle mura altomedievali, al di là del ponte Pusterla.
Il 13 luglio 1280 i canonici della cattedrale permutarono questa chiesa - con tutti i suoi edifici e appendici, cimitero, piazza e con le stanze delle case in detta contrada di spettanza della Chiesa medesima - con i frati francescani, ricevendone in cambio la chiesa di San Francesco Vecchio, con tutto il cimitero, la piazza compresa tra i muri e gli stessi muri delle dimore, gli stalli del coro e gli ornamenti pendenti sugli altari.
Effettuata la permuta, i frati iniziarono subito i lavori di costruzione della nuova chiesa per cui, prima della fine del secolo XIII, probabilmente la cappella originaria - della cui struttura non si sa nulla - era già stata demolita o inglobata nel nuovo edificio.

### San Lorenzo in Berica
Esisteva nel borgo abitato di Berga - da cui San Lorenzo "in Berica" - prima che venissero completate dai padovani le mura che divisero l'abitato in due parti: una di queste - dove appunto vi erano la chiesa e il teatro Berga - fu inclusa all'interno della città, l'altra prese il nome storico di Borgo Berga.
La prima testimonianza dell'esistenza di questa cappella urbana risale al 1146, quando viene citata in un atto di donazione stipulato al suo interno. Viene poi nominata nel privilegium di papa Urbano III tra le chiese urbane confermate ai canonici della cattedrale.
Il 23 marzo 1266 i canonici donarono l'ecclesiam Sancti Laurentii Bericani cum coemeterio et caminata agli Eremitani, perché su quell'area potessero costruire la nuova chiesa di San Michele, nella quale la cappella di San Lorenzo fu inglobata. Durante tutto il secolo XIII continuò ad esercitare anche funzioni parrocchiali che le erano state affidate, funzioni che gradualmente passarono agli Eremitani.

### San Marcello
Dalle antiche mappe la posizione della chiesa non risulta molto precisa; è sicuro comunque che fosse di fronte all'ospedale omonimo, dall'altra parte di contrà Cordenons, forse all'angolo con la stradella del Garofolino, come sembra osservando la Pianta Angelica, oppure un po' più verso piazza San Lorenzo, come risulterebbe dalla "Descrizione" del Dell'Acqua del 1711. Sono ancora visibili dei resti sul retro del palazzo della Camera di Commercio.
L'antica chiesa era dedicata a San Marcello, vescovo di Roma e martire all'inizio del IV secolo, trentesimo della serie dei pontefici romani; il titolo della chiesa dava a sua volta il nome a una delle Sindacarie in cui era amministrativamente suddiviso il Comune medievale; a partire dal XIII secolo era anche sede di parrocchia urbana.
Come le altre cappelle urbane, viene elencata nel privilegium di papa Urbano III del 1186, ma era già stata nominata in un istrumentum di due anni prima, in cui veniva citato Arnaldo presbiter S. Marcelli. Secondo il Barbarano è ricordata anche in altri documenti - tra cui uno del 1340 - come vicina all'ospedale dei Battuti. A partire dal Trecento fu questo ospedale - per il quale fu costruito un oratorio, dedicato ai Santi Maria e Cristoforo e che ben presto divenne il brefotrofio della città e del contado - ad attirare l'attenzione e le elemosine, ancor più della chiesa parrocchiale.
Nella relazione della visita del cardinale Valier, nel 1584 la chiesa viene così descritta: è abbastanza capace per un numero di 700 persone, ha il tetto a cassettoni, un'unica navata e due altari ossia l'altar Maggiore e l'altare della Pietà. All'inizio del Settecento le condizioni della chiesa erano del tutto precarie, tanto che nel 1734 i parrocchiani presero l'iniziativa di effettuare un radicale restauro, i cui lavori si protrassero fino al 1757.
La chiesa cessò di funzionare come sede parrocchiale, in seguito alla riorganizzazione ecclesiastica del 1807, diventando sussidiaria della cattedrale, alla quale venne trasferita anche la cura d'anime; questa nel 1821 fu poi affidata alla congregazione di San Filippo Neri, ritornata in possesso della chiesa e del convento dei filippini. Fu quest'ultima a diventare, nel 1840, la nuova sede parrocchiale, assumendo il titolo di San Marcello in San Filippo.
Qualche tempo dopo l'antica chiesa di San Marcello fu acquistata dal conte Pietro Caldogno - il cui palazzo era contiguo - sconsacrata e ridotta ad usi profani. Ciò che restava subì i bombardamenti della seconda guerra mondiale.

### San Paolo

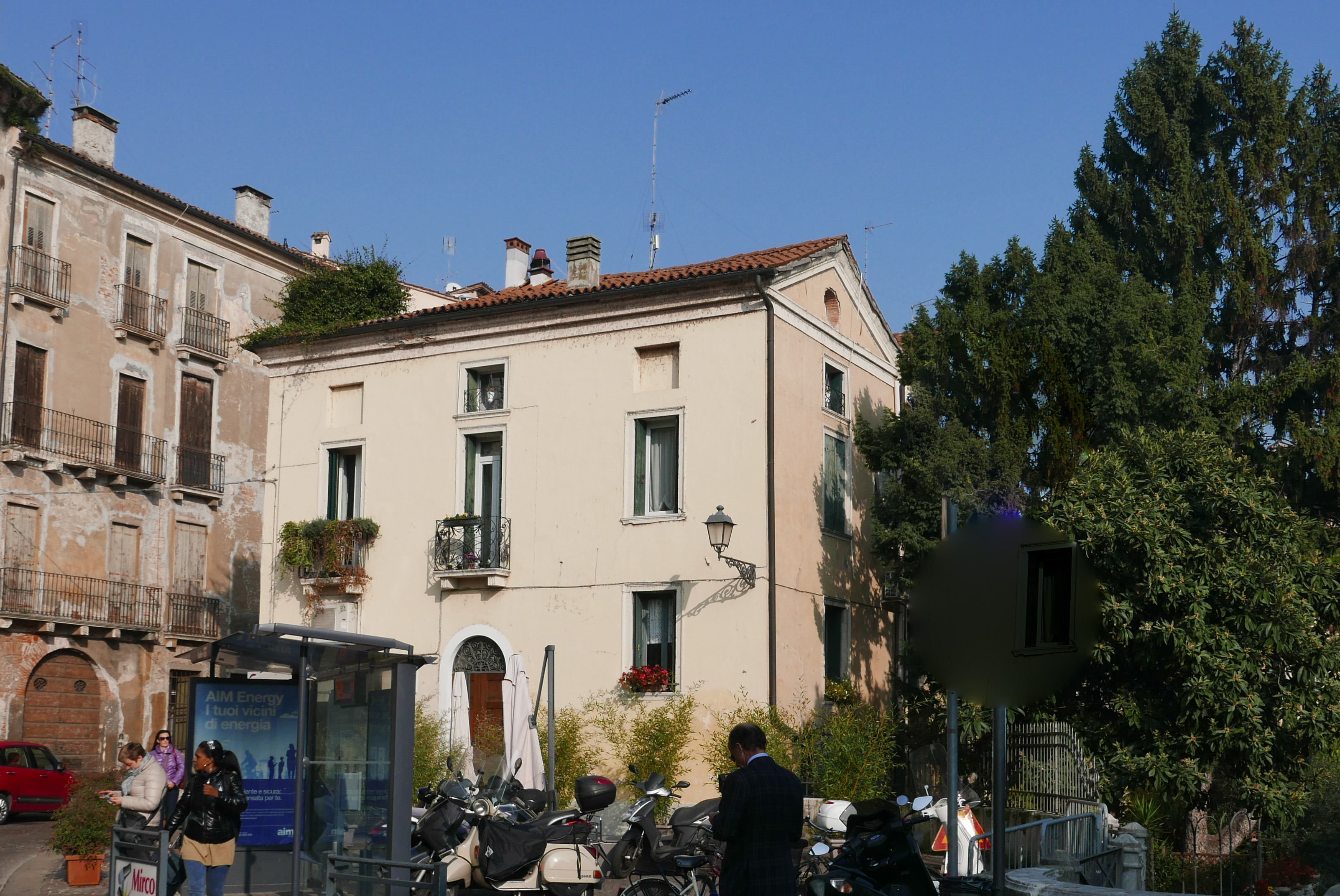
Edificio derivante dalla ristrutturazione dell'ex chiesa di San Paolo.

La collocazione dell'antica chiesa di San Paolo resta ancora individuabile all'inizio di contrà San Paolo, al n.ro 2, nei pressi di ponte San Paolo. Secondo la "Descrizione" del Dall'Acqua del 1711 e l'illustrazione di Antonio Martinoli del 1833, la facciata era rivolta verso piazzetta San Paolo; prospiciente il Retrone resta uno dei tre piccoli timpani che coronavano il fianco destro; la pianta dell'edificio, visibile in una mappa aerea, coincide con quelle disegnate in passato.
Come per le altre cappelle, non vi sono documenti che indichino la data di costruzione della chiesa: secondo la Historia di Francesco Barbarano, "il prete Zeno testifica che la chiesa di San Paolo era in piedi al tempo del vescovo Enrico, che governò la Chiesa vicentina circa l'anno 1124"; comunque, è menzionata nel privilegium di Urbano III del 1186.
Sempre secondo il Barbarano, l'edificio venne restaurato nel 1373, nel 1579 e infine completamente ricostruito nel 1614. Davanti alla chiesa esisteva un portico o protiro, la facciata era semplice e l'interno a una sola navata coperto da una volta a botte su lunette a tutto sesto; essa non era molto grande e, oltre all'altare maggiore consacrato a san Paolo - sul quale era posta una pala del Maganza ora nel presbiterio della chiesa dei Servi - ne aveva due altri, uno dedicato a Cristo flagellato, l'altro alla Beata Vergine e a san Giuseppe. Dall'insieme della descrizione, non sembra si trattasse di una costruzione particolarmente importante né per l'architettura né per le opere d'arte contenutevi. Nel 1584 il visitatore apostolico Valier trovò la chiesa vecchia ma sufficiente per circa 800 parrocchiani; a quel tempo il nome della chiesa nell'uso comune era già corrotto, tanto che veniva chiamata San Polo o San Pollo, così come testimonia una scritta all'inizio di contrà Santi Apostoli.
Alla fine del Settecento era in condizioni pietose e fu deciso il trasferimento della parrocchia alla chiesa di Santa Maria dei Servi, decisione poi sospesa per l'arrivo degli austriaci. Ma nel 1806, ritornati i francesi a Vicenza, per la sua ristrettezza e per la sua località e per le inondazioni alle quali è sottoposta, massime nei sepolcri - scriveva don Francesco Miotti, l'ultimo parroco, alla Municipalità -  diventa per tutti i rapporti incompatibile per l'esercizio di una parrocchia. Un bisogno immediato di una traslocazione fu in altri tempi riconosciuto.
Così, in forza del decreto napoleonico 18 dicembre 1807, che ordinava la riorganizzazione ecclesiastica della città, la sede parrocchiale di San Paolo fu trasferita, insieme a quella di San Michele, alla chiesa dei Servi e l'antica cappella, chiusa al culto e secolarizzata, venne poco dopo ridotta ad abitazioni private.

### San Salvatore in Carpagnon
Quasi nulla di certo si conosce rispetto a questa chiesa.
Anzitutto non è chiaro il punto preciso in cui era situata. Secondo il Mantese sorgeva in piazza Castello, dove nel 1234 i francescani avrebbero edificato la loro chiesa di San Francesco Vecchio e vicino all'area in cui il Palladio avrebbe poi costruito palazzo Porto. L'ipotesi viene messa in dubbio dal fatto che, quando nel XIII secolo furono create le Sindacarie, quest'area era esterna alla Sindacaria di Carpagnon e apparteneva invece a quella di San Francesco. D'altra parte non vi sono elementi che indichino un altro punto.
Sembra più probabile che - come ricostruisce i fatti il Barbarano - quando San Francesco venne a Vicenza nel 1216, avrebbe costituito il primo piccolo convento presso l'antica chiesa di San Salvatore in Carpagnon, concessa dai canonici ai francescani Intorno al 1220; essi l'avrebbero utilizzata per un decennio e solo in seguito, nel 1234, avrebbero costruito la propria chiesa di San Francesco quando il loro fondatore era già stato proclamato santo.
Quanto all'origine della chiesa, si sa di una donazione relativa a un'abbazia di San Salvatore fatta dai re Ugo di Provenza e suo figlio Lotario di Arles - nel periodo in cui erano associati come re d'Italia e quindi tra il 931 e il 941 - al vescovo di Vicenza, donazione confermata dal Diploma di Corrado II il Salico nel 1026, ipotesi ribadita dal Barbarano alcuni secoli più tardi. Per avere un'altra menzione bisogna attendere due secoli fino al 1186, quando il privilegium di Urbano III confermò ai canonici della cattedrale, insieme a quello delle altre cappelle urbane, anche il possesso della chiesa di San Salvatore.
Non si conosce nulla, infine, sul momento in cui la chiesa di San Salvatore fu demolita. Il Barbarano riporta un atto che proverebbe la sua esistenza ancora nel 1245, quando era appena stata costruita quella di San Francesco.

### San Savino

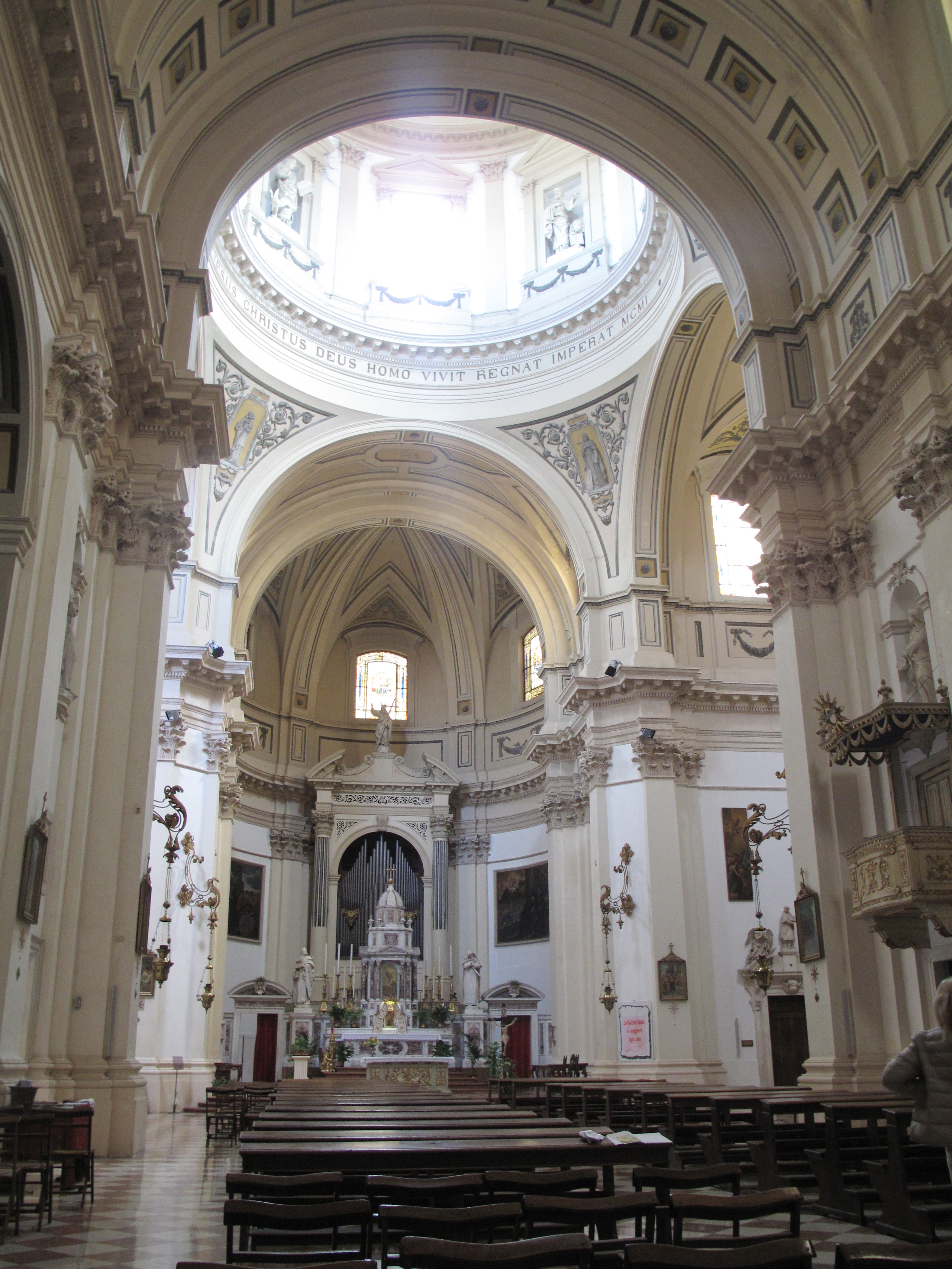
Interno della chiesa di Santo Stefano, dopo la ricostruzione barocca del XVIII secolo

Di questa cappella si ha notizia soltanto nel privilegium di Urbano III del 1186 che la cita assieme alle altre cappelle urbane, da una seconda citazione nel privilegio di Innocenzo III del 1206 e da una menzione in un atto del 1230, che parla del presbitero Marchese di San Savino e di Rainero di Sant'Apollinare.
A fine Ottocento lo storico vicentino Castellini diceva: Di questa chiesa altra memoria non si trova che in un Instrumento del 1316 con cui il vescovo investe certo Enrico Giacobino da Bologna di una pezza di terra e casa posti sopra la piazza dei bovi o di san Savino. E nel 1398 si rinnova l'investitura di terra e casa nella contrada del pozzo di San Savino sopra la piazza che già si diceva dei bovi e ora si dice del Castello. Probabilmente quindi era ubicata nelle adiacenze della porta Feliciana, poi del Castello.

### Santo Stefano
La prima citazione relativa a una cappella dedicata a santo Stefano è contenuta nella bolla di Urbano III del 1186. Data l'antichità del culto del martire Stefano, il Sottani ritiene probabile che una cappella in suo onore sorgesse in Vicenza già dai primissimi tempi del cristianesimo.
Tra la fine del XIV secolo e gli inizi del XV la chiesa di Santo Stefano appariva la più importante della città, dopo la cattedrale. L'attuale è il risultato del rifacimento totale del XVIII secolo.

## Chiese al di fuori delle mura altomedievali
Dopo la disgregazione dell'impero carolingio, le scorrerie degli Ungari e la costituzione del Sacro Romano Impero, le città si fortificarono costruendo la cinta delle mura, entro le quali erano accentrati il potere politico, economico e anche ecclesiastico.
Fuori dalle mura, in campagna, i monasteri assunsero il ruolo di centri di attrazione della vita religiosa e divennero nello stesso tempo delle potenze politiche ed economiche, perché la loro organizzazione si inseriva benissimo nel nascente sistema feudale. Tramite donazioni, legati testamentari e assegnazione di beni e di privilegi estesero enormemente i loro possessi sul territorio, spesso in concorrenza e in lotta con i signori laici che, a loro volta, per appropriarsene usavano metodi violenti. I pochi documenti dell'Alto Medioevo che ci sono pervenuti, relativi al territorio vicentino, riguardano principalmente possessi e benefici delle due principali abbazie benedettine, rispettivamente maschile e femminile, di San Felice e di San Pietro, in qualche raro caso di abbazie più lontane da Vicenza.
Poche furono le eccezioni, come quella della chiesa di san Marco in Pusterla e della chiesa degli ospitalieri di Santa Croce.

### San Marco in Pusterla
Secondo il Mantese, la chiesa di San Marco - pur citata insieme con le altre sei cappelle urbane nel privilegio del 1186 - era meno antica delle altre perché, a differenza di queste, edificata al di là del ponte Pusterla - dove ora esiste uno slargo, subito dopo palazzo Stecchini Nussi - e quindi al di fuori della cinta delle mura altomedievali. Egli ipotizza che sia stata costruita soltanto dopo che, deviato il corso del fiume Astico e sostituito con quello del più tranquillo Bacchiglione, prosciugato il lacus Pusterlae, la zona che poi fu denominata Borgo Pusterla fu bonificata ed ebbe bisogno di una chiesa, quindi nel corso del XII secolo. Secondo lo storiografo settecentesco Bonicelli, la chiesa di San Marco fu fondata nell'anno 1119.
Pochi sono i documenti sulla vita di questa chiesa. Nella visita apostolica del 1584 del cardinale Valier si dice che è un edificio mediocre, con soffitto a lacunari e pavimento in laterizio, con unica navata e tre altari, con la precisazione che gli altari erano addirittura non fissi ma portatili. Negli anni seguenti un cospicuo finanziamento del nobile Ortensio Loschi portò a un radicale rinnovamento della chiesa: furono rifatti gli altari in pietra, il pavimento a quadroni e la cappella maggiore - dove il Loschi dispose di essere tumulato insieme con la moglie e i figli - fu ricostruita ex novo.
Nonostante il rinnovo, la chiesa restò sempre piuttosto povera; alla fine del Seicento il Consiglio comunale "tenuto conto che, dedicata al titolare di questa eccelsa Repubblica, dovrebbe essere l'ornamento di questa città" ne dispose un ulteriore radicale restauro, che si concluse con la benedizione del vescovo nel 1686. Mancavano ancora il rinnovo della facciata e una serie di altri lavori che furono eseguiti negli anni seguenti, fino al definitivo completamento nel 1757, quando il vescovo Antonio Marino Priuli riconsacrò la chiesa.
Con la riorganizzazione ecclesiastica del periodo napoleonico la chiesa rimase sede parrocchiale; essendo comunque un edificio modesto e situato in una zona malsana, nel 1810 i parrocchiani chiesero e ottennero che fosse permutata con quella, molto più grande e ricca, di San Girolamo, che nel secolo precedente era stata costruita dai carmelitani e, dopo la soppressione degli ordini religiosi, era stata demanializzata e in uso alla Regia Finanza. La nuova parrocchia così assunse il titolo di San Marco in San Girolamo.
La vecchia chiesa venne acquistata dall'architetto luganese Giacomo Verda e poi demolita nel 1814; l'area su cui sorgeva venne venduta dalla Cassa di ammortamento per lire 2.673 alla famiglia Roi che la utilizzò per ampliare il giardino della propria dimora. La casa canonica che sorgeva a lato della chiesa fu acquistata nel 1927 sempre dai marchesi Roi, che in cambio assegnarono per l'abitazione del parroco un'altra più vasta e comoda casa di loro proprietà, il palazzo Pagello in contrà San Francesco.

### Chiese annesse ad antichi ospitali
Nel XII secolo venne elaborato e messo in pratica il concetto cristiano della domus hospitalis - da cui sarebbero derivati poi i termini di ospitale e ospedale - come quello di un luogo in cui una comunità vive e, in nome di Dio - il nome degli antichi ospedali francesi era Hôtel-Dieu - mette a disposizione una parte della propria abitazione per i pauperes Christi, i poveri di Cristo.
In questo periodo furono sostanzialmente due le tipologie degli ospitali: quelli delle abbazie benedettine maschili - che avevano già chiesa e monastero - e quelli che nascevano per iniziativa di fraternità di laici che praticavano la vita comunitaria, si mantenevano con il loro lavoro e gestivano degli xenodochi o dei piccoli ospitali: spesso, per realizzare questo scopo, richiedevano e ottenevano in concessione cappelle ed edifici abbandonati dai religiosi quando questi, rimasti in pochi, ritornavano ad abitare nell'abbazia madre.
Questi primi ospedali sorgevano lungo le strade principali che entravano in città, a qualche miglio di distanza da essa in modo da permettere un controllo dei viandanti prima dell'ingresso. In genere consentivano l'ospitalità gratuita ai pellegrini per uno o due giorni.
Uno dei più antichi documenti che sono rimasti riguarda la chiesa di San Nicolò di Nonto, abbandonata dal clero perché rendeva troppo poco e concessa dal vescovo Pistore alla comunità di laici che già nel 1123 era sorta presso il ponte di Nonto.
L'altro più antico ospitale di cui si abbia documentazione è quello di San Bartolomeo, presso Lisiera, dove nel 1134 viveva una comunità di fratres et conversi, dedicandosi all'assistenza dei pellegrini che transitavano sulla via Postumia.

#### Santa Maria Vergine in Pusterla

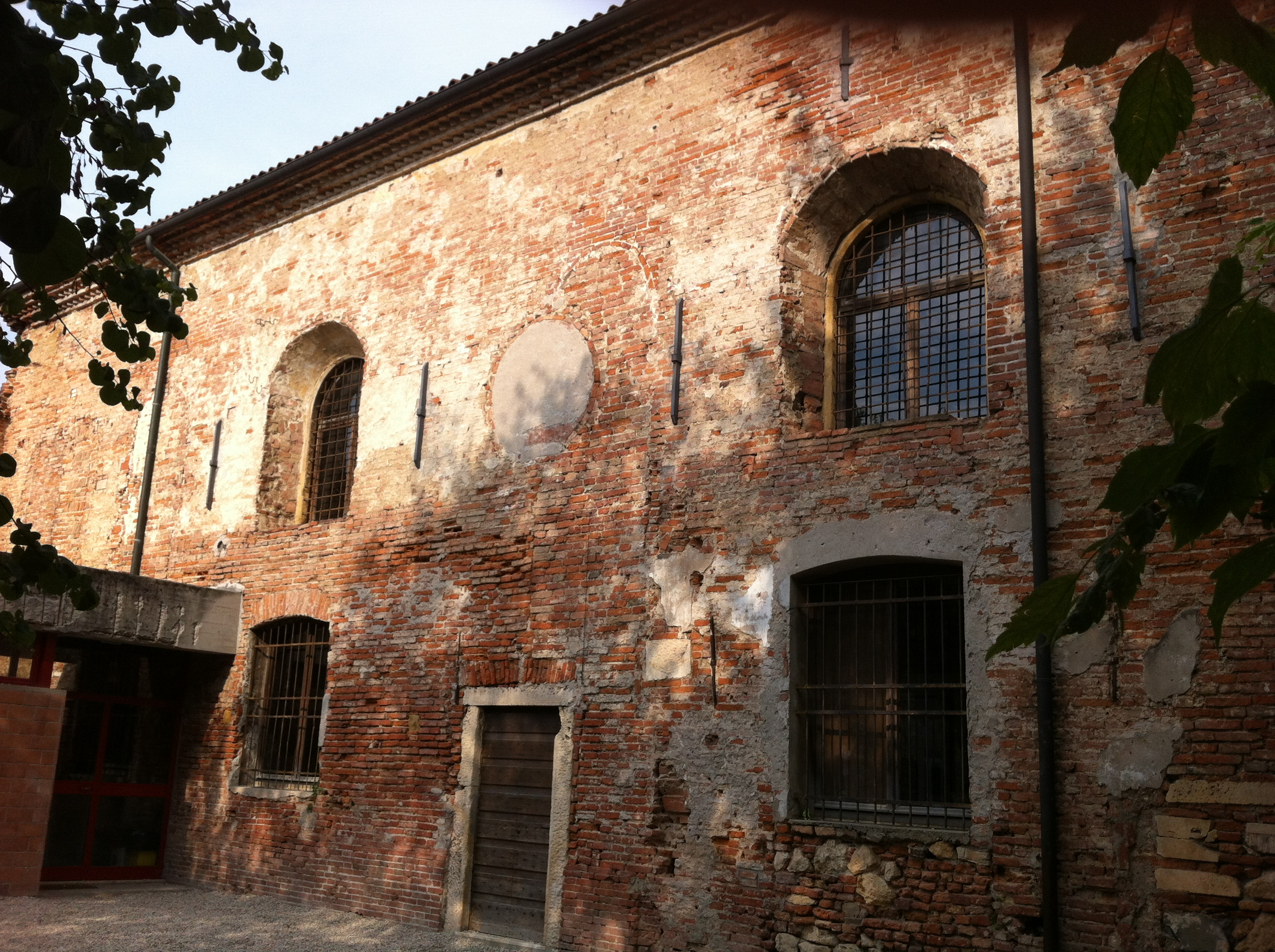
Resti del coro delle monache, appartenente al convento di San Francesco Nuovo.

Secondo il Sottani, che si rifà a una pergamena del 1118, a quel tempo esisteva già una chiesa dedicata a Santa Maria, nel luogo chiamato Pusterla, dove poi fu costruito il monastero di San Francesco Nuovo, quasi all'angolo tra l'omonima contrà e contrà dei Forti di San Francesco. Forse si trattava di una cappella annessa ad un piccolo ospedale, lungo la strada che provenendo da nord entrava in città.
Non se ne ha più notizie fino al Quattrocento, quando in zona arrivarono i Gesuati, che per qualche tempo abitarono questo ospizio prima di iniziare, verso il 1440, la costruzione del loro convento; l'affermazione è confermata da una lettera di papa Innocenzo VIII del 1487: " In burgo Pusterlae dictae civitatis sit quondam Hospitale cum Ecclesia sub vocabulo b. Mariae Virginis in quo … confratres Iesuati noncupanti habitabant".
Alla fine del XV secolo l'ospedale e la chiesa, di proprietà della confraternita di Santa Maria, San Bartolomeo e San Marco, erano in stato di totale abbandono; ne presero possesso le monache di Santa Caterina che, in pieno sviluppo, intendevano costruire qui un nuovo monastero. Ne nacque una vertenza che durò anni e portò, alla fine, alla restituzione degli stabili alla confraternita la quale, tuttavia, due mesi dopo, vendette tutto alle clarisse di Santa Chiara. L'iniziativa venne presa da cinque nobili vicentini - Giacomo e Leonardo Thiene, Tommaso Scroffa, Cristoforo Barbaran e Giacomo Gualdo - che nel 1497 acquistarono, per il prezzo di 600 ducati, unum sedimen magnum nel Borgo di Pusterla, con case, corte, orto, pozzo e forno, circondato in parte da mura e in parte da siepe; le proprietà della confraternita, appunto.
Quanto alla chiesa, all'inizio le clarisse utilizzarono l'antica chiesa dell'ospedale - restaurata nel 1507 a spese del conte Volpe - per il loro nuovo monastero che chiamarono di San Francesco. Poi rifecero tutto.
Secondo la bolla di concessione del papa Alessandro VI, il monastero delle Clarisse doveva sorgere in loco decenti ed onesto cum ecclesia, campanili umili, campana, dormitorio, refectorio, cemeterio, ortis, ortaliciis et aliis necessariis officinis. La spesa per la costruzione non si dimostrò un problema e il monastero fu presto realizzato, così che il 28 aprile 1503 vi entrarono sei monache, tutte di famiglie nobili della città; questo primo nucleo presto crebbe e in alcuni momenti il numero delle religiose arrivò fino a 70, oltre a quello delle coriste e delle converse.
Dopo la soppressione degli ordini religiosi del 1810, gli edifici divennero proprietà del demanio comunale e ridotti a caserma: ciò che restava venne nel 1928 incorporato nell'edificio delle scuole elementari. La chiesa - che conteneva pregevoli quadri e affreschi di Marcello Fogolino e di Giovanni Speranza - fu spogliata e sconsacrata, demolita e su parte della sua area vennero costruite case di abitazione. Solo il coro delle monache, ridotto a palestra della scuola, è ancora visibile dal cortile.

#### Santa Croce

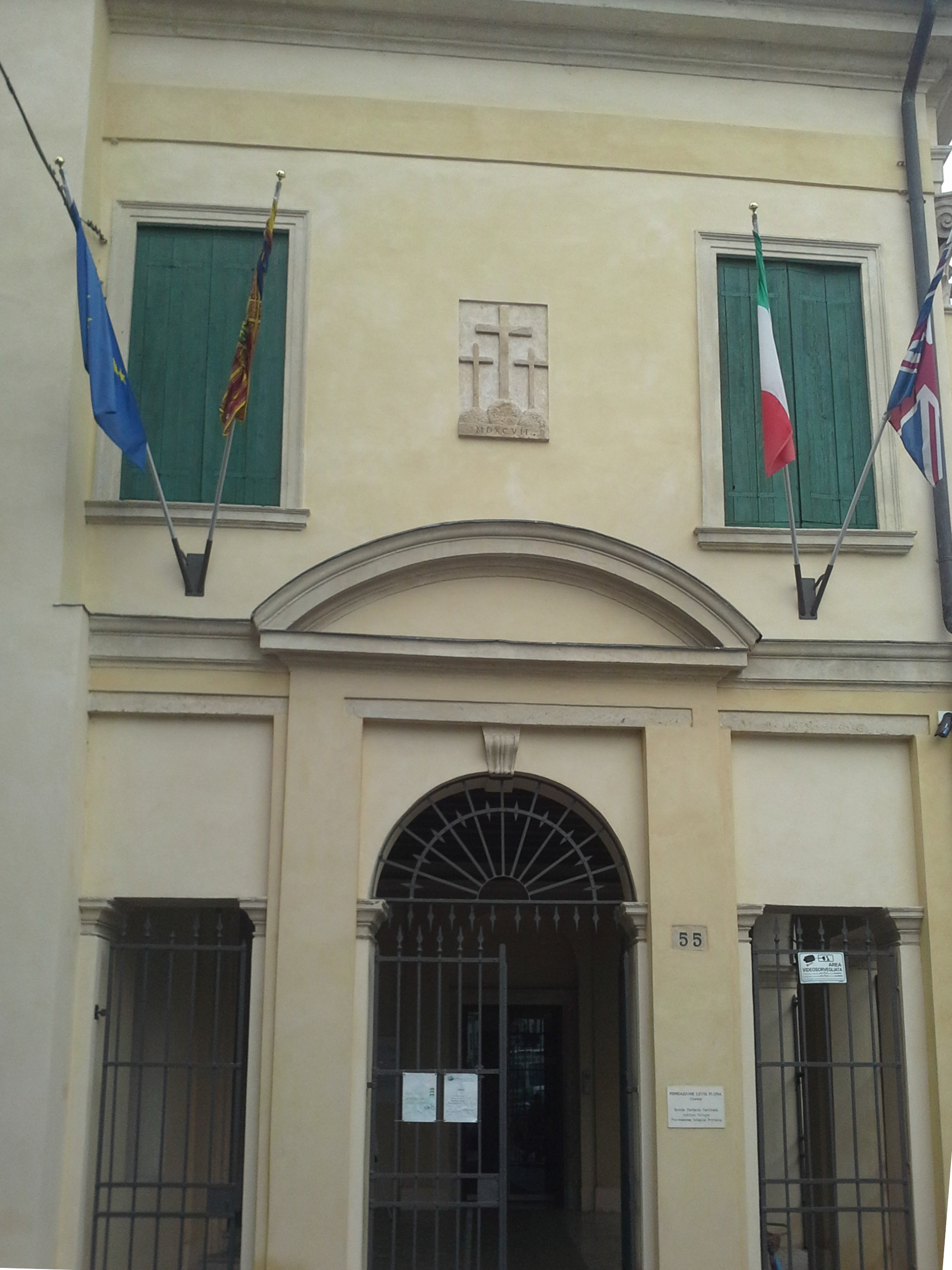
Prospetto laterale della chiesa di santa Croce

Nel giugno 1167 papa Alessandro III intervenne perché i crociferi vicentini - una comunità formata prevalentemente da laici, anche sposati - potessero costruire un proprio oratorio, su di un terreno in proprietà e rivendicato dalle monache di San Pietro. Dopodiché essi costruirono quest'oratorio a fianco dell'ospedale - nei pressi di quella che sarebbe poi stata Porta Santa Croce - e furono presto apprezzati e dal vescovo e dalla città per il loro impegno apostolico, che venne riconosciuto anche con l'attribuzione di rendite fondiarie. Seguirono così ulteriori bolle papali di conferma delle immunità, dei privilegi e delle indulgenze già concessi.
Elargizioni pubbliche e private in loro favore intervennero a più riprese; pare tuttavia che, alla fine del XIII secolo, l'ospedale di Santa Croce non navigasse in buone acque e la maggior parte delle entrate fosse costituita da lasciti ed elemosine. Nel 1408 il priore dei crociferi dovette far ricostruire l'oratorio di Santa Barbara annesso alla chiesa, che era stato devastato dalle truppe mercenarie durante la guerra tra i padovani e Venezia. Era comunque iniziato il periodo di decadenza della chiesa e dell'ospedale; il numero dei crociferi era sempre modesto e quasi tutti provenivano dalla casa madre di Bologna; per governare l'ospedale di Santa Croce ormai dovevano avvalersi anche di una confraternita di Battuti detta di Santa Barbara. A un certo punto papa Sisto IV li soppresse, anche se poi il provvedimento fu revocato.
Nella seconda metà del Cinquecento la visita apostolica del cardinale Valier registrava la presenza di dodici frati, di un buon reddito e di una chiesa in condizioni dignitose: "la chiesa è abbastanza comoda con un'unica navata, il soffitto a cassettoni, il coro sopra la porta della chiesa e sei altari non consacrati". Il convento dei crociferi viene ricordato anche nel Seicento dalla cronaca di Francesco Barbarano de' Mironi e dalla relazione pastorale del vescovo Marcantonio Bragadin.
I crociferi di Vicenza furono soppressi dal papa Alessandro VII nel 1656 per recuperarne i beni, venderli ad altri religiosi e destinarne il ricavato alle spese della guerra contro i turchi; poco dopo il convento divenne proprietà delle Dimesse, mentre la chiesa continuava a funzionare come parrocchia. Anche per assolvere a questa funzione, essa fu totalmente ristrutturata in forma barocca da Francesco Muttoni - che vi aggiunse il presbiterio, l'avancorpo dell'atrio, il coro pensile e la sacrestia - e riconsacrata nel 1758 dal vescovo Antonio Marino Priuli. Dell'edificio originario non resta quasi nulla, se non il simbolo dei crociferi - tre piccole croci sul Calvario, scolpite su uno scudo che porta la data MDXCVII - inserito sul fianco sinistro dell'avancorpo.
Con la riforma dell'organizzazione ecclesiastica, voluta dai decreti napoleonici, la sede parrocchiale fu trasferita alla chiesa di San Giacomo Maggiore - che venne per questa ragione denominata chiesa di Santa Croce in San Giacomo - e nel 1810 le Dimesse dovettero lasciare il convento. Nel 2007 la chiesa è stata data in gestione dalla diocesi di Vicenza alla comunità ortodossa moldava di San Nicola, presente in città dal 2005.

### Chiese in origine dipendenti dai benedettini di San Felice

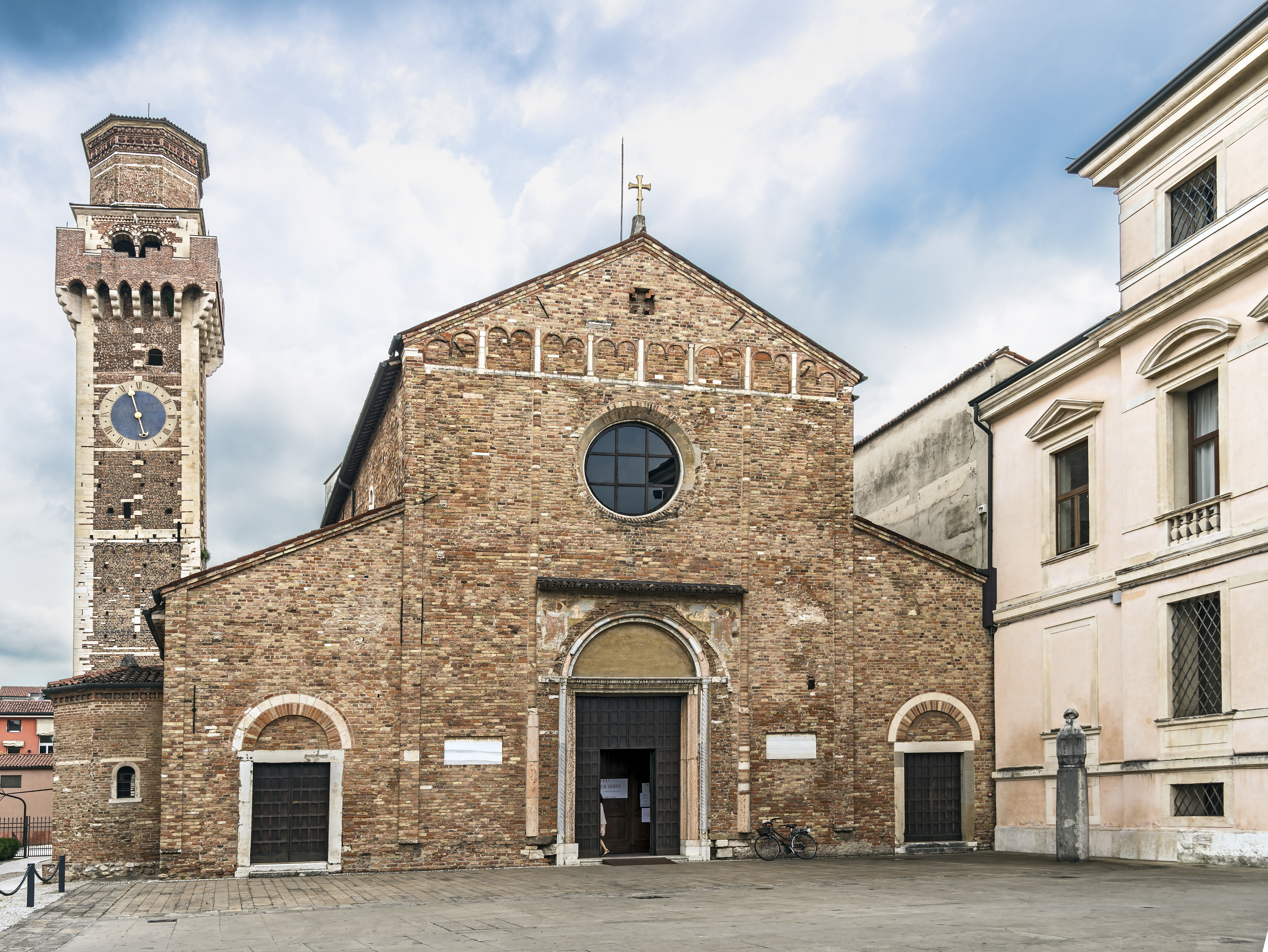
Facciata della basilica di San Felice e Fortunato.

Nel corso dell'Alto Medioevo, in epoca post-carolingia e fino al XII secolo, sul territorio vicentino si affermò una signoria di fatto del vescovo di Vicenza, consistente nel possesso di castelli, di curtes e di estesi territori, di esenzioni e di immunità, del diritto di esigere tributi e di amministrare la giustizia; tutto questo concesso dagli imperatori che si erano succeduti nel tempo, da Berengario I a Ottone III.
Due importanti documenti, che attestano l'estensione del potere vescovile, sono il privilegium del 983 con cui il vescovo Rodolfo assegnava o restituiva un'ingente dotazione di beni e diritti al monastero dei benedettini di San Felice e Fortunato e quello del 1033 con il quale il vescovo Astolfo confermava i beni assegnati al monastero delle benedettine di San Pietro. Con tali atti i vescovi dimostravano, oltre che di essere titolari di possessi e di diritti molto estesi sulla maggior parte del territorio vicentino, anche di comportarsi come signori feudali.
Tutto il periodo fu quindi caratterizzato dall'attività degli insediamenti benedettini, sia per lo svolgimento delle funzioni pastorali loro affidate dai vescovi - o direttamente o mediante sacerdoti secolari di cui i monasteri avevano la scelta e il mantenimento - che per la bonifica di estese zone, in precedenza acquitrinose, tutt'intorno alla città. Dove si insediarono essi costruirono anche molte cappelle e chiese: ne resta traccia nei toponimi di numerose località e di edifici dedicati a san Vito e a san Pietro, tipici dei due ordini monastici, maschile e femminile.

#### Santi Felice e Fortunato
La chiesa originaria fu costruita in epoca tardo antica, il monastero probabilmente nell'VIII secolo.

#### Sant'Apollinare
Di quest'antica chiesa parla Giambattista Pagliarino, vissuto nella seconda metà del secolo XV, che la colloca su un modesto rilievo del Monte Berico, dove "anticamente in quel luogo fu il tempio dedicato ad Apollo". Egli riporta - scrivendo però quando della chiesa non v'era più traccia - un'antica tradizione, secondo la quale San Prosdocimo, supposto primo evangelizzatore di Vicenza, avrebbe fondato la chiesa sulle rovine di un tempio dedicato ad Apollo, tempio ricordato nei versi di un poemetto andato perduto di Ferreto de' Ferreti.
In realtà il primo documento che rimane è il privilegium del 983, con il quale il vescovo Rodolfo donava, o restituiva, ai benedettini di San Felice una serie di possedimenti, tra i quali "metà della corte di Sant'Apollinare con la cappella" La chiesa è citata anche nella bolla di papa Urbano III del 1186, e in quella successiva di Innocenzo III del 1206, nella lista delle chiese che venivano confermate ai canonici della cattedrale, ma questo sembra significare che non apparteneva più ai benedettini.
Sant'Apollinare è ricordata ancora in un atto del 1230, nella cronaca della chiesa di San Michele - dove si ricorda che nel 1262 gli Eremitani ancora officiavano in Sant'Apollinare - e in un altro del 1421; in quest'ultimo si parla di "un pezzo di terra che viene detto di Sant'Apollinare con all'interno muri della detta chiesa… posta sul Monte Berico in contrada Sant'Apollinare", citazione che peraltro fa pensare ormai a ruderi.

#### San Benedetto Abate a Bertesinella

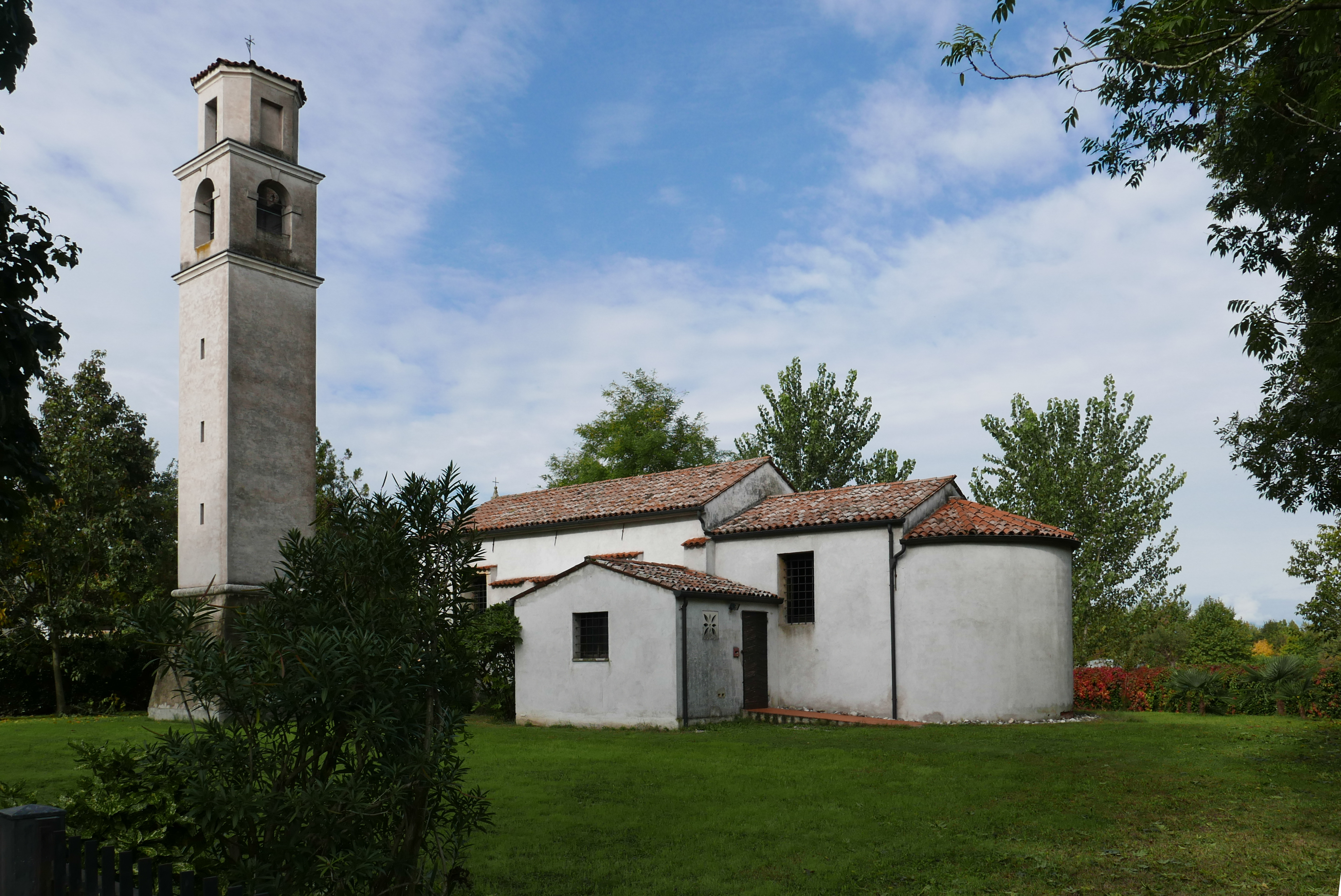
Antica chiesetta di San Benedetto

All'antica chiesetta si accede da stradella San Benedetto, dove esisteva un insediamento benedettino, dipendente dall'abbazia di san Felice che durante il Medioevo era proprietaria di buona parte dei terreni della zona, dove aveva bonificato e aveva sviluppato le coltivazioni agricole, e delle cui rendite aveva investito nel 1134 l'ospedale di Lisiera.
La località è nominata per la prima volta in un documento del 1160, quando un tale Urbetello donava all'abbazia quanto possedeva in villa braytesena et braytesenelle cum omni iure et honore; nel 1186 il vescovo Pistore rivendicava e otteneva la giurisdizione su di essa, togliendola ai benedettini.
Nel 1557 la chiesetta serviva 128 abitanti e aveva un suo cimitero, risalente almeno al XV secolo. Nel 1700 fu abbellita e barocchizzata dalla famiglia dei nobili Tornieri; in seguito la proprietà del complesso passò alla famiglia Fina.

#### Le tre chiese in Borgo San Felice: San Bovo (o della Misericordia), San Nicolò e San Martino

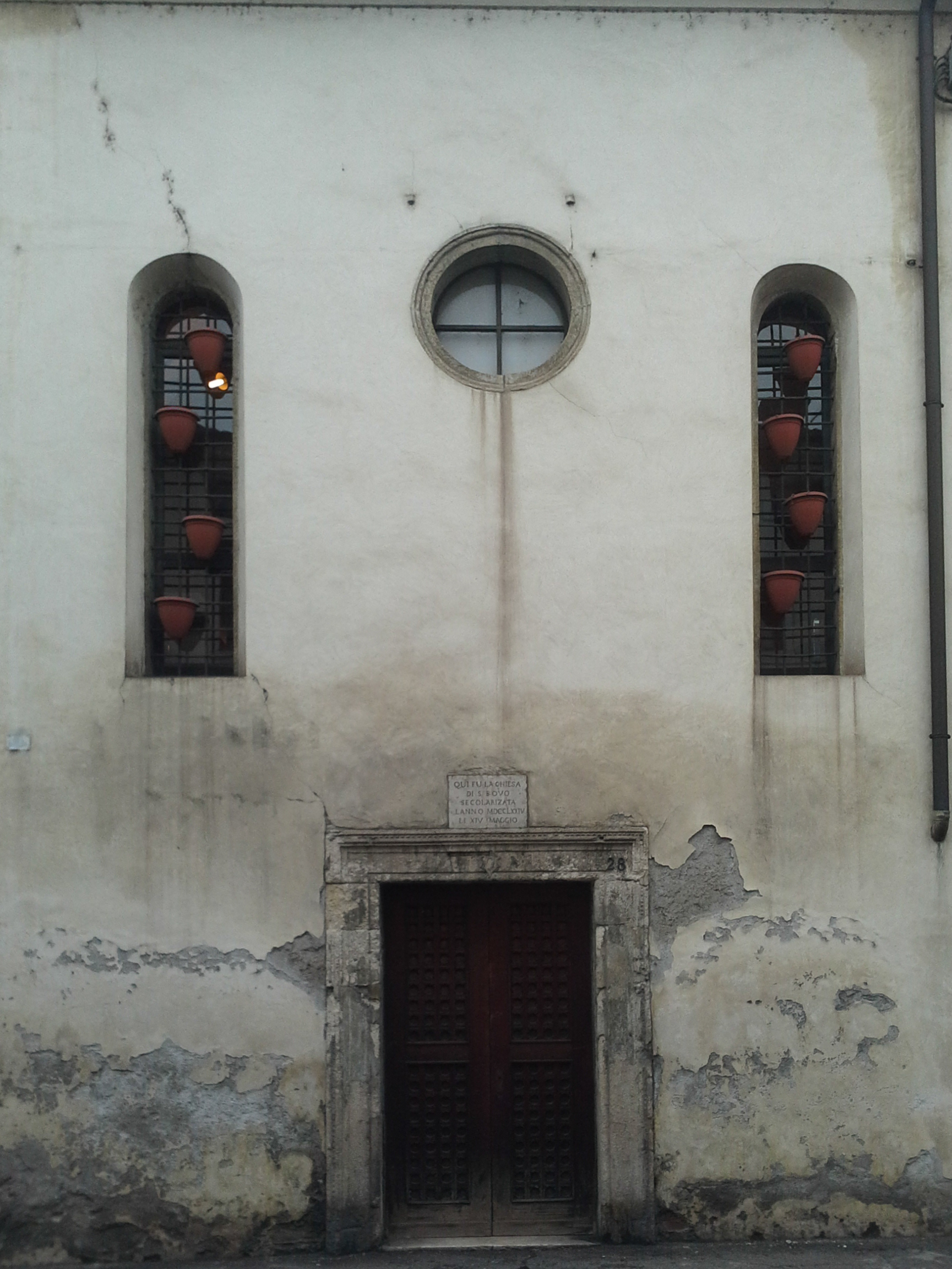
Facciata della chiesa di San Bovo

Durante l'Alto Medioevo, lungo il tratto della via Postumia che usciva dalla città da Porta Feliciana e si dirigeva verso la basilica di San Felice, i benedettini possedevano ben tre chiese, nell'ordine: San Bovo (o della Misericordia), San Nicolò e San Martino. Tutte e tre erano annesse ad antichi ospitali.
Un'iscrizione, trascritta dal Faccioli, riassume la storia della chiesa di San Nicolò: la chiesa - la più antica memoria della quale risale al 1184 - era sede nel 1239 di un ospizio per lebbrosi, trasferito nel 1264 a San Lazzaro.
Menzionata per la prima volta nel 1084 in una lite tra i monaci di San Felice e i canonici della cattedrale, nel XIII secolo San Martino divenne sede parrocchiale, ma sempre sotto la giurisdizione del monastero, il cui abate nominava un sacerdote secolare che si occupava della cura d'anime; essendo il Borgo San Felice fuori della cinta muraria, il fonte battesimale di riferimento era quello dell'abbazia. Da un documento del 1228, in cui si nomina il massaro della chiesa, un certo Alberico, risulta che a quell'epoca presso la chiesa esisteva un ospitale.
Dal 1260 al 1300 tutte e tre le chiese di Borgo San Felice furono concesse dai benedettini ai Cavalieri della Beata Vergine Gloriosa, detti anche Cavalieri Gaudenti. Più tardi esse furono date da papa Eugenio IV alla Congregazione dei Gerolimini di Fiesole che erano venuti a Vicenza nel 1425. Nel 1444, rinunciando a stabilirsi definitivamente in quel sito per l'aggravarsi della guerra tra la Repubblica di Venezia e i Visconti di Milano, in esecuzione di una bolla dello stesso papa Eugenio IV, restituirono queste tre chiese all'abate di San Felice e ottennero in cambio il monastero di San Pietro in Vivarolo che era stato da tempo abbandonato.
L'ospedale e la chiesa di San Bovo furono dati nel 1371 alla fraglia dei tessitori; nel XVI secolo risultavano dipendenti dal capitolo della cattedrale, che nel 1533 ne affidava la gestione alla fraglia dei marangoni (carpentieri e falegnami). Risultavano ancora attivi intorno al 1680. Sull'architrave della porta compare ancora l'iscrizione: "Questa fu la chiesa di San Bovo secolarizzata l'anno 1724 – il 24 maggio".
La chiesa di San Nicolò rimase deserta e incustodita, così che "ruinò l'anno 1595 per la grande quantità di neve et così se ne stette ruinata fino all'anno 1614 quando fu restaurata", restando sempre però piccola e con un solo altare; nel 1648 era annessa all'arcidiaconato della cattedrale, ma non vi si celebrava più dal tempo dell'ultima pestilenza, cioè da oltre 16 anni. In una relazione del 1785 San Nicolò veniva citata come un oratorio della parrocchia. Passata nel 1809 in proprietà al demanio, il prefetto invitò il vescovo a prendere possesso degli arredi ancora esistenti nell'oratorio per utilizzarli altrove, l'edificio fu dato in affitto a un certo Ettore Nievo, dopodiché se ne perse ogni traccia.
Nel 1490 la sede parrocchiale del borgo era ancora presso la chiesa di San Martino, mentre agli inizi del Cinquecento fu trasferita nella basilica di San Felice. Nel 1584, durante la visita del cardinale Valier, si afferma che San Martino veniva ancora utilizzata per l'insegnamento della dottrina cristiana ai ragazzi della parrocchia. La chiesa andò totalmente distrutta in occasione dei lavori di fortificazione del 1630. I benedettini recuperarono i residui delle fondamenta per utilizzarli nei restauri della basilica di San Felice; il tabernacolo monolitico quattrocentesco, ricordato dal Castellini, fu collocato sopra l'altare a capo della navata di sinistra.

#### San Giorgio in Gogna

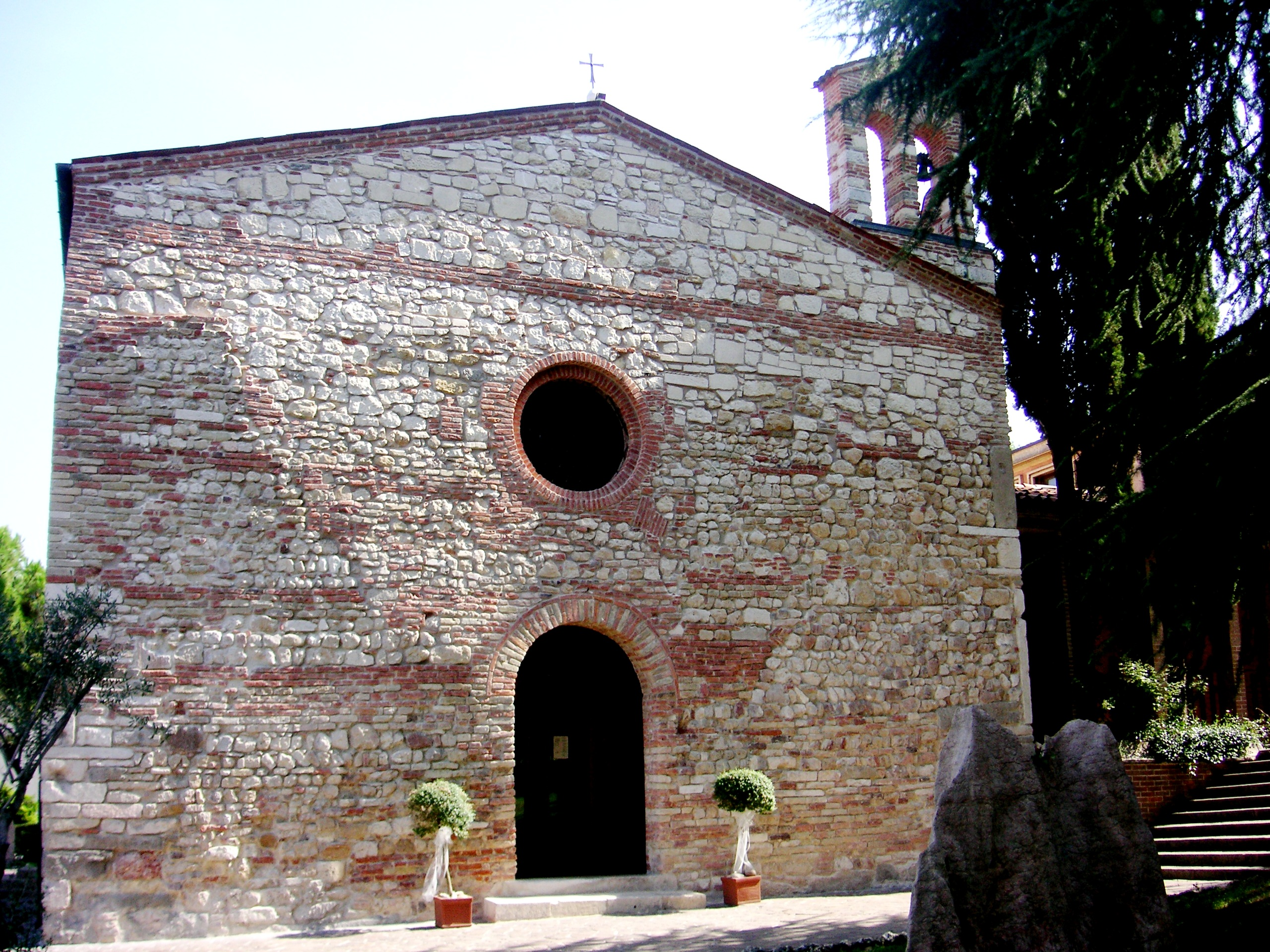
Facciata della chiesa di San Giorgio in Gogna

Varie leggende circondano le origini di questa chiesa, situata sulle pendici di monte Berico; nessun reperto conferma però le ipotesi di costruzione in età tardo antica oppure che la chiesa sia stata eretta dai longobardi, particolarmente devoti a San Giorgio. Il primo documento conosciuto è il privilegium del 983, con il quale il vescovo Rodolfo restituiva ai benedettini di San Felice, insieme con il possesso e i diritti su altri territori, anche il vantium (cioè un terreno acquitrinoso) Sancti Georgi cum capella. Essi vi si insediarono con l'obiettivo – come in molte altre zone del vicentino - di bonificare la zona paludosa. Accanto alla chiesa eressero un piccolo monastero e probabilmente anche un ospizio destinato ai viandanti che si dovevano fermare fuori città.
La struttura che oggi è possibile osservare risale sicuramente all'Alto Medioevo: la facciata è in stile romanico, i muri perimetrali e l'abside poligonale - costituiti da agglomerati di materiali diversi (mattoni, pietra, marmi recuperati da altri edifici) - attestano l'origine artigianale della costruzione.
A partire dal 1259 e durante tutti i ricorrenti periodi di peste fino all'ultimo del 1630, la chiesa fu adibita a lazzaretto. Da ciò forse il nome di "Gesù di Nazaret" - probabile corruzione di Lazzaretto - in un testamento del 1456 e nella Pianta Angelica del 1580. Interessante all'interno, sulla parete destra, la pala del 1617 di Giambattista Maganza il Giovane L'apparizione della Madonna a Vincenza Pasini, infierendo la peste a Vicenza tra il 1425 e il 1428; sullo sfondo sono raffigurati il vecchio lazzaretto - che quindi a quel tempo era ancora esistente - e Campo Marzo, dove venivano sepolti gli appestati, con scene della peste.
Nei secoli più recenti la chiesa fu adibita a prigione, da cui l'apposizione "in Gogna", e ancora a magazzino comunale e canile. Trovandosi vicina alla stazione ferroviaria, durante la seconda guerra mondiale fu colpita dai bombardamenti angloamericani, ma fu ben restaurata con materiale originale dapprima nel 1949 e poi nel 2011. Del monastero e dell'ospizio restano solo alcuni ruderi. La chiesa, prima appartenente alla parrocchia di Santa Caterina, è stata eretta a parrocchia autonoma nel 1963.

#### Santa Maria Maddalena

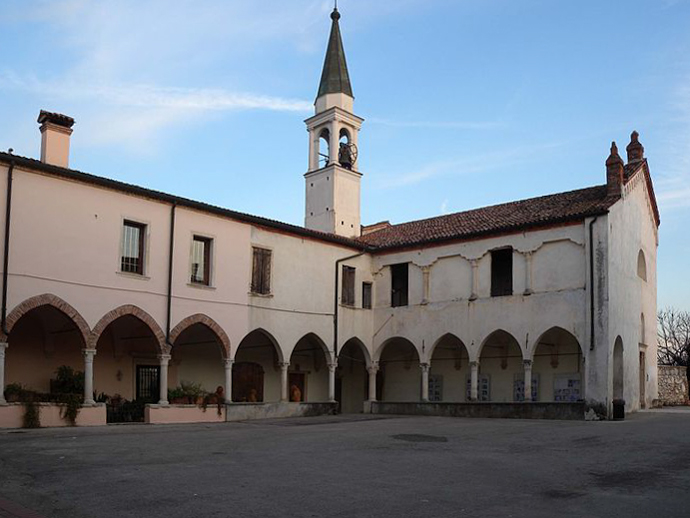
Chiostro della chiesa di Santa Maria Maddalena

Sembra che una piccola cappella, affiancata da un ospitale, siano stati costruiti intorno all'anno 1000 su un rilievo alle pendici del Mons famulorum, il Monte dei Servi (ora Monte Crocetta) appartenente all'abbazia dei Santi Felice e Fortunato; della cappella parla il vescovo Astolfo nel 1033, quando in un suo Privilegium afferma di aver concesso ai benedettini, monticellum iuxta Civitalum cum capella. Per quanto riguarda il nome, il Barbarano riferisce di un ospitale intitolato a Santa Maria Maddalena, il che fa pensare che ospitasse donne di vita convertitesi in monache, dedite alla preghiera e alla cura dei malati.
Nel 1234 qui esisteva un monastero femminile di un ordine non noto, che venne abbandonato verso il 1300 a causa delle continue guerre che devastavano il territorio e rendevano la zona insicura; alla chiesetta e al complesso degli edifici rimase tuttavia il nome, come appare nelle molteplici mappe custodite negli archivi pubblici.
Nel corso dei secoli la chiesa e il piccolo monastero passarono per diverse mani finché, nel XV secolo, vi si insediarono i frati Gerolimini, che rimasero alle Maddalene per oltre due secoli; in questo periodo essi restaurarono la chiesa, ampliarono il convento, bonificarono le paludi attigue trasformandole in campi fertili, rendendo così il complesso conventuale il maggior punto di riferimento delle campagne circostanti, al punto da attirare in zona anche famiglie nobili veneziane.
Il 3 settembre 1772 il Senato della Repubblica di Venezia decretò la soppressione, tra gli altri, anche del convento di Maddalene e la vendita all'asta dei relativi beni che, dopo diverse vicissitudini, vennero donati agli abitanti della "Coltura di Santa Croce", e che quindi da allora appartengono al Comune di Vicenza.
Con la riorganizzazione napoleonica delle parrocchie, la chiesa delle Maddalene divenne curazia e tale restò per oltre un secolo, finché la giurisdizione passò alla nuova chiesa dedicata a San Giuseppe, costruita più a valle.
Dal 1992 al 2015 è stata data attuazione ad un graduale piano di recupero, promosso da un apposito "Comitato per il recupero", formato da un gruppo di cittadini del quartiere di Maddalene, riconosciuto da parte dell'Amministrazione comunale di Vicenza.

#### San Pietro in Vivarolo
Anche questa chiesa viene citata nel privilegium del vescovo Rodolfo del 983, come possedimento del monastero maschile di San Felice: "in Vivarolio curtem unam cum capella Sancti Petri". Durante il XIII e il XIV secolo fu abitato da monache, sotto la direzione di un priore benedettino nominato dall'abate di San Felice, fino a quando nel 1335 le monache cominciarono a governarsi da sole, eleggendo una propria priora. Verso il 1390 il monastero ritornò in possesso dell'abbazia madre e il complesso di San Pietro in Vivarolo fu dato a sacerdoti secolari.
Nel 1444 i Gerolimini di Fiesole, in esecuzione di una bolla di papa Eugenio IV, ottennero dall'abate di San Felice - in cambio delle tre chiese benedettine di Borgo San Felice - il complesso di San Pietro, che da tempo era stato abbandonato. Essi costruirono una nuova chiesa; anche i Gerolimini però lasciarono abbastanza presto questo luogo, probabilmente verso il 1494 quando andarono in città dove si erano costruiti la nuova chiesa di santa Maria delle Grazie con annesso convento.
San Pietro venne dato allora ai Servi di Maria, che nel 1502 vi avevano tre religiosi ma, dopo le vicende della guerra della Lega di Cambrai, abbandonarono anch'essi il convento che, danneggiato, rimase in uno stato di abbandono totale. In questo stato lo trovò sant'Ignazio di Loyola quando nel 1537 vi soggiornò per qualche tempo con alcuni compagni; tali erano i disagi di quell'ambiente senza porte né finestre, che uno della comunità, Francesco Saverio, si ammalò e dovette essere ricoverato nell'ospedale di Sant'Antonio.
Trent'anni più tardi il complesso passò ai Cappuccini - ai quali fu concesso con la bolla del 4 dicembre 1567 di papa Pio V - che provvidero a restaurarlo; nel 1584 la chiesa, visitata dal cardinale Valier, veniva descritta come abbastanza ampia, con il soffitto a lacunari, un coro dietro l'altare, con annessi oratorio e campanile. Tra il 1623 e il 1627 i Cappuccini demolirono la chiesa quattrocentesca dei Gerolimini e ne costruirono una nuova.
Nella notte del 3 novembre 1805, mentre le truppe francesi rientravano per la seconda volta in Vicenza, un violento incendio distrusse il convento; l'anno seguente i cappuccini furono trasferiti nel convento di Bassano, fino alla soppressione dell'ordine nel 1810. Quel che restava di San Pietro in Vivarolo finì di essere demolito nel 1817 e i materiali vennero utilizzati per la costruzione del Cimitero Maggiore di Vicenza. Il viale che portava da Porta Santa Croce alla chiesa di San Pietro, dopo questa demolizione fu utilizzato, per le sue caratteristiche e il suo isolamento, da una Società di Tiro a segno sorta dopo il 1866 che vi rimase per cinquant'anni.
Di tutta questa storia rimangono solo due toponimi: la via dei Cappuccini - dal secondo dopoguerra una via urbana che ha sostituito quelle precedenti, denominate a seconda del tempo strada, stradella, stradone dei Cappuccini - e il piazzale Tiro a Segno, lo slargo dove questa strada si stacca.

### Chiese dipendenti dalle benedettine di San Pietro
Se i benedettini di San Felice avevano giurisdizione su tutta la zona ad ovest della città - Borgo San Felice, la metà ad ovest di Monte Berico, il pianoro boscoso e paludoso a ovest dei colli Berici - alle monache di San Pietro, oltre alle proprietà del Borgo i vescovi assegnarono in feudo una notevole quantità di possedimenti, estesi su tutto il territorio vicentino. Tra gli altri la vasta Selva Mugla, nella zona ora compresa tra gli abitati di Vivaro, Polegge e Cavazzale, la maggior parte del territorio a est della città, da Settecà a Casale, da Lerino a Grantorto e Rampazzo e fino a Grumolo, poi detto "delle Abbadesse".

#### San Pietro

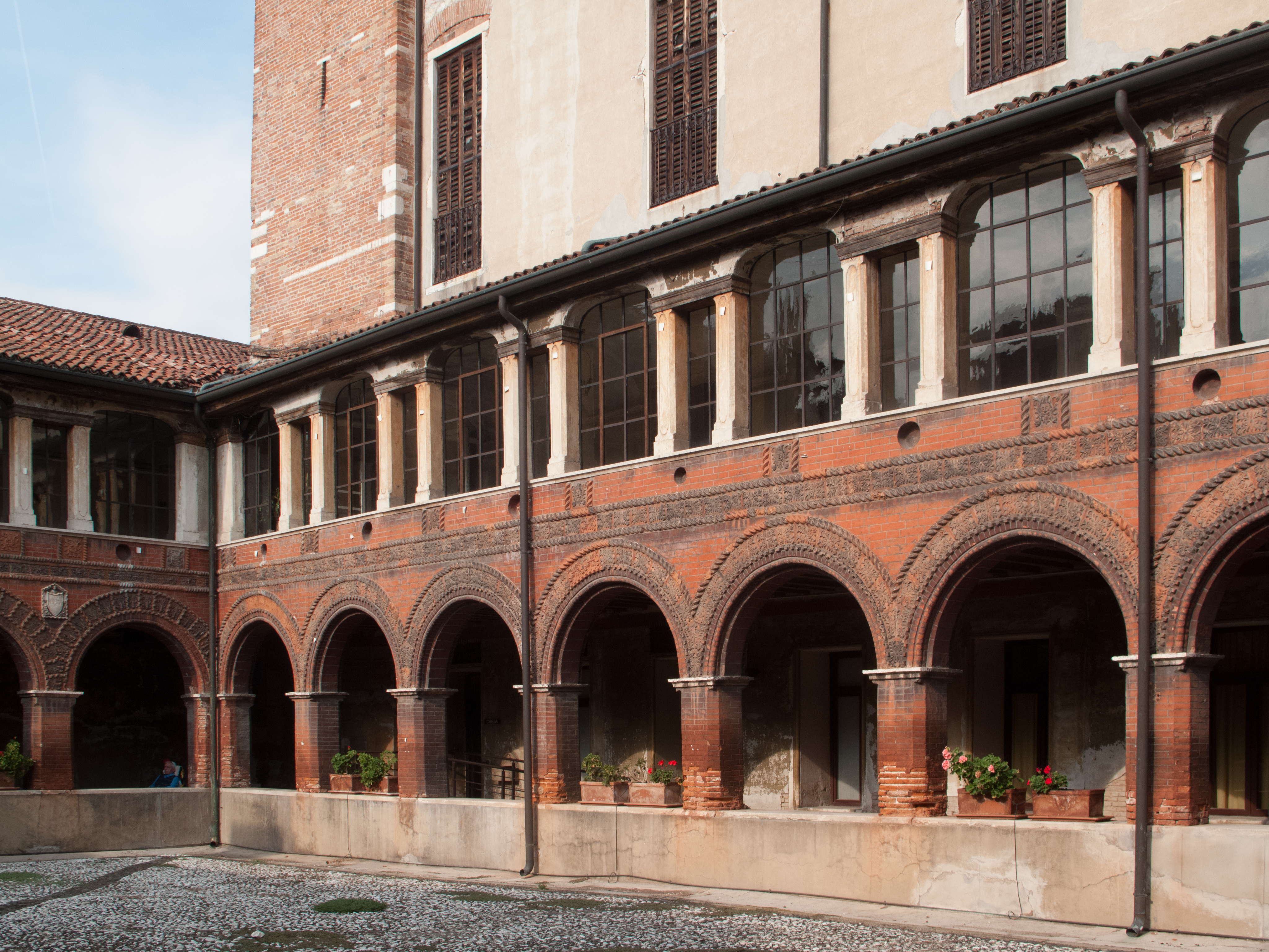
Monastero di San Pietro: il chiostro quattrocentesco.

La fondazione della chiesa di San Pietro è sicuramente molto antica, anche se nessuno dei diversi reperti ritrovati può, per caratteristiche e per collocazione, determinare con precisione il periodo di costruzione della chiesa. Tenuto conto di ciò che si conosce delle chiese campestri del primo millennio, si può ipotizzare che la chiesetta primitiva fosse un piccolo edificio a pianta rettangolare estremamente semplice e senza elementi architettonici di rilievo, con abside unica.
Questo primo monastero, probabilmente benedettino e maschile, ebbe una vita difficile; quasi sicuramente subì le scorrerie degli Ungari alla fine del IX e agli inizi del X secolo, forse fu distrutto, in ogni caso stava per cadere in rovina quando, nel 977, il privilegium del vescovo Rodolfo lo definiva "quasi annientato e deserto di ogni culto monastico e divino ufficio". Non servirono a molto un altro privilegium concesso dal vescovo Astolfo nel 1033 e un diploma di protezione da parte dell'imperatore Enrico III nel 1055. Vi sono opinioni diverse sul momento in cui esso divenne un monastero femminile.
Così come era avvenuto per i benedettini di San Felice, anche alle monache di San Pietro i vescovi assegnarono in feudo una notevole quantità di possedimenti, estesi su tutto il territorio vicentino. Nel corso dell'XI e del XII secolo, però, quest'immenso patrimonio venne messo continuamente in pericolo dai signori rurali e dai piccoli feudatari che tentavano di usurpare i fondi; molte furono le liti e, nonostante la protezione di vescovi, papi e imperatori, a poco a poco il patrimonio venne in gran parte eroso; nel XIII secolo, sotto la signoria scaligera, i beni furono ulteriormente depredati.
Probabilmente nel corso dell'XI secolo al posto della precedente venne costruita una seconda, più ampia, chiesa. Tenuto conto dell'epoca di costruzione, deve essere stato un edificio in stile romanico, con una navata centrale più alta e dotata di finestre che facevano entrare molta luce all'interno, due navate laterali più basse e la facciata a tre salienti.
Nel XIII secolo iniziò una generale decadenza dell'ordine benedettino, nonostante i tentativi fatti da papi e da vescovi vicentini per richiamare i monasteri al primitivo fervore, tentativi che però non ottennero buoni effetti, nonostante le visite pastorali e anche trasferimenti delle monache.

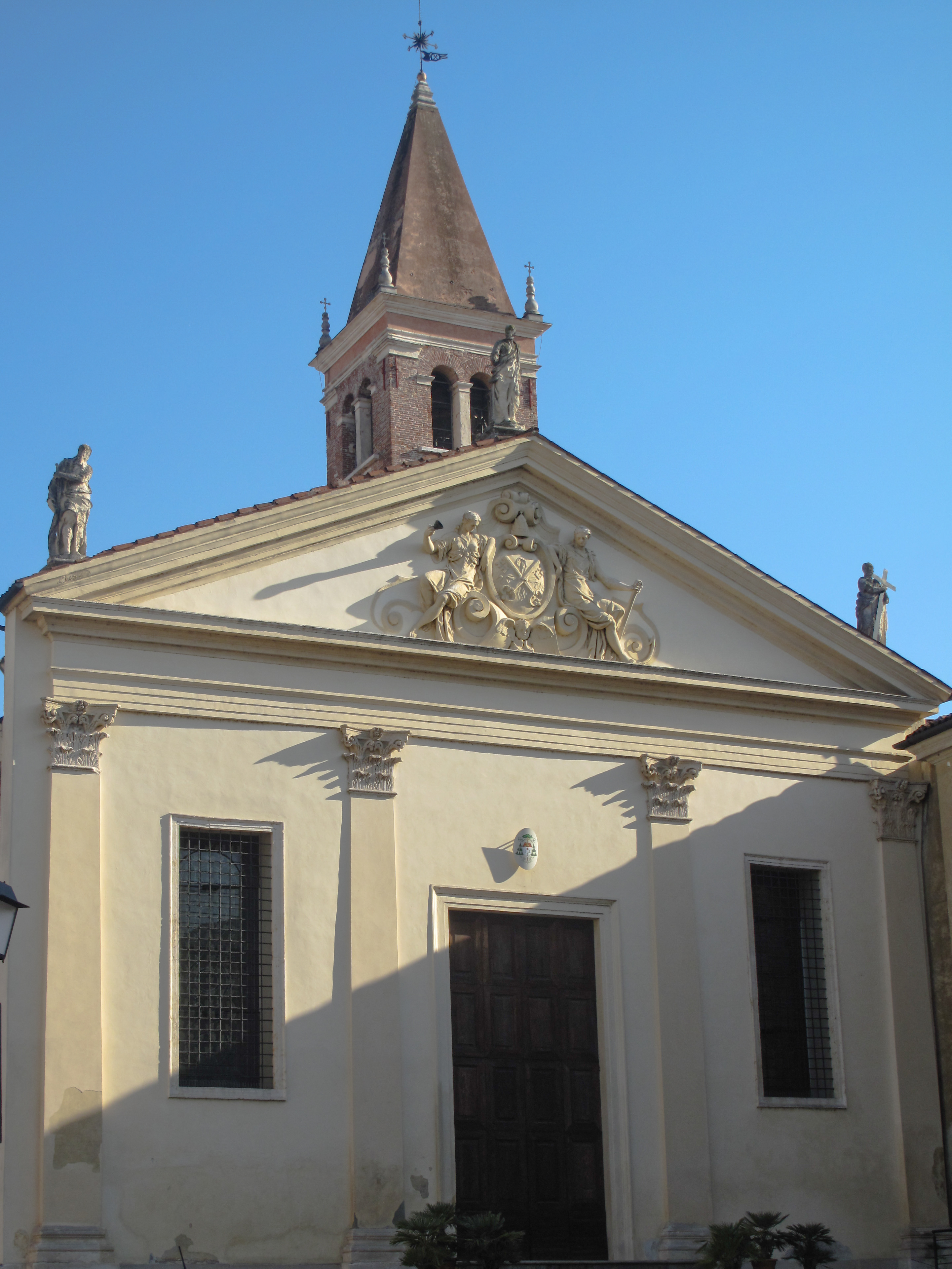
Chiesa di San Pietro: rifacimento cinquecentesco della facciata.

Durante il XV secolo tutti gli edifici vennero rinnovati secondo il gusto tardo gotico e neorinascimentale del tempo, potendo contare sui cospicui finanziamenti che le monache, ormai quasi tutte appartenenti alle famiglie aristocratiche della città, apportavano al monastero; durante questi lavori vennero disperse le precedenti opere e le lapidi esistenti; anche di questi lavori però, al giorno d'oggi, resta poco. Nel 1427 furono effettuati lavori di ricostruzione e abbellimento del chiostro, con le caratteristiche decorazioni in cotto e nella seconda metà del secolo venne completamente ristrutturata - e riconsacrata nel 1596 - la chiesa; fu innalzato il piano di calpestio, probabilmente per difendere meglio l'edificio dalle alluvioni del vicino Bacchiglione, fu abbassata la navata centrale e la facciata assunse l'attuale forma a capanna, rinnovato l'interno dove colonne di marmo, ornate di preziosi capitelli, furono poste per sostenere le poderose arcate.
Il secolo XV si era aperto con un livello di vita monacale molto degradato, anche per il malgoverno delle badesse del tempo ma, dopo la riforma del 1435 del vescovo Francesco Malipiero il monastero ebbe una notevole ripresa e aumentò il numero delle monache che, agli inizi del secolo successivo, erano quasi una cinquantina; nel 1524 erano ormai 80 e conducevano un'esemplare vita religiosa. Si trattava di una riforma simile a quella del monastero maschile di San Felice e, come era avvenuto per questo, nel 1499 anche San Pietro fu incorporato nella Congregazione di santa Giustina di Padova.
Sul finire del Cinquecento la chiesa subì un altro intervento di abbellimento, questa volta in stile classico. Scomparsi il portichetto e i tre rosoni, la facciata prese l'aspetto attuale. All'interno le pareti dell'abside furono ornate da un prezioso paramento corinzio, raffinata opera della bottega degli Albanese; la navata maggiore fu ricoperta da un soffitto in legno a lacunari, contenenti tele della bottega dei Maganza, che fu distrutto dal bombardamento austriaco della città il 10 giugno 1848.
La Pianta Angelica, che tante notizie dà sulla città alla fine del XVI secolo, mostra una chiesa rettangolare, con statue alla sommità del timpano e sulla facciata un portichetto e tre rosoni a segnare le tre navate interne. Sono ben visibili il campanile e il chiostro del convento.
In seguito alla soppressione di tutti gli ordini religiosi determinata dai decreti napoleonici del 1806 e 1810, le monache dovettero abbandonare il monastero, che divenne patrimonio demaniale e poi, su iniziativa del nobile vicentino Ottavio Trento e dopo la ristrutturazione degli ambienti da parte dell'architetto Bartolomeo Malacarne, casa di riposo per anziani e bisognosi di assistenza, specialmente durante la stagione invernale. Cinque anni più tardi iniziò ad accogliere anche i figli degli operai disoccupati, creando una sezione separata destinata all'istruzione professionale; nel 1881 questa sezione fu spostata nel nuovo orfanotrofio maschile di San Domenico.

#### Sant'Andrea

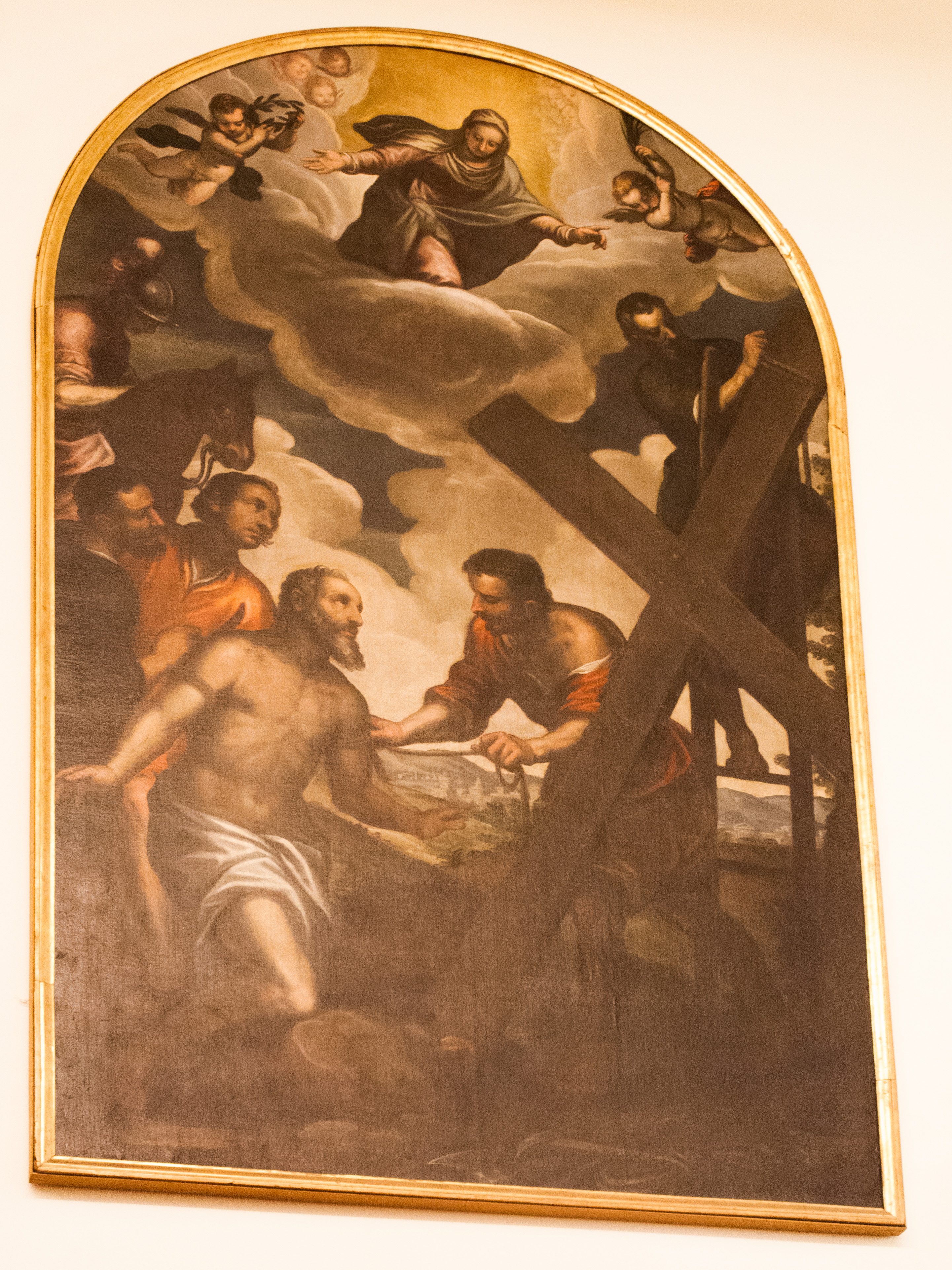
Pala del Martirio di Sant'Andrea, attribuita ad Alessandro Maganza, già nella chiesa di Sant'Andrea

Si trovava nell'omonima contrà - che unisce contrà San Pietro e la Corte dei Roda, all'interno del Borgo San Pietro e vicino al fiume Bacchiglione. È stata rappresentata nella Pianta Angelica e nella Descrizione del Dall'Acqua.
La chiesa di Sant'Andrea è citata in documenti del 1129 e del 1166, mediante i quali la badessa di San Pietro investiva gente del posto di terreni e case nella zona vicino alla chiesa. Dal XIII al XV secolo fu sede parrocchiale, officiata da un sacerdote secolare nominato dalla badessa del monastero.
Agli inizi del Quattrocento la chiesa, abbandonata e cadente, fu ceduta a fra' Giacomo da Reggio del Terz'Ordine Francescano, dietro corresponsione annua di una libbra di cera; fu rifatta verso il 1450 e restaurata nel 1536, più o meno nel periodo in cui si svolgevano i lavori di ristrutturazione della chiesa di San Pietro. Nella sua relazione del 1584 il cardinale Valier la descriveva in buono stato e con un altare ben tenuto; fu nuovamente ristrutturata e ridotta di dimensioni nel 1651, con un solo altare all'antica, dorato, sul quale vi era una pala - attribuita ad Alessandro Maganza - raffigurante il martirio di Sant'Andrea.
Dopo l'arrivo delle truppe francesi nel 1797 fu trasformata in caserma; non fu più restituita al culto, sia perché si trovava in un'area spesso alluvionata dalle piene del Bacchiglione, sia perché molto vicina alla chiesa di San Pietro, ormai sede parrocchiale del borgo.
L'edificio fu abbattuto e ridotto a case di abitazione nei primi anni dell'Ottocento, durante il periodo napoleonico.
La pala raffigurante Sant'Andrea, che si trovava sull'unico altare della chiesa, si trova ora sulla parete destra della navata della chiesa di San Pietro.

#### San Vitale
Sorgeva a destra della chiesa di San Pietro, di fronte all'Oratorio dei Boccalotti, sull'area in cui nell'Ottocento è stato costruito l'Istituto Trento, immediatamente a destra dell'ingresso.
Forse era stata fatta costruire nel IX secolo dai monaci benedettini che allora abitavano l'abbazia di san Pietro, per onorare una reliquia di San Vitale, il cui corpo era stato trasportato da Roma a Brescia nel 758. Secondo il Mantese, la chiesa è ricordata da documenti del XII secolo e viene citata anche in altri atti del Trecento. Non appare però chiaramente rappresentata in alcuna delle piante che ci sono pervenute: non appare nella Pianta Angelica del 1580, se ne vede però ancora il campanile nella pianta del Monticolo del 1611.
Probabilmente questa chiesa non era considerata importante, anche se nel 1573 era stata decisa una processione annuale il giorno 28 aprile, festa di San Vitale, per ricordare l'anniversario della dedizione della città a Venezia nel 1404. Esisteva e funzionava ancora nel 1648, quando fu sottoscritto l'atto di nomina del parroco di San Pietro, con la descrizione dei suoi compiti relativi alla parrocchia, che comprendevano anche suoi doveri nei confronti della chiesa di San Vitale.
La chiesa fu probabilmente demolita durante i lavori di ristrutturazione - progettati ed eseguiti dal Malacarne - degli edifici del monastero, in funzione del nuovo ospizio voluto da Ottavio Trento. Resta una tela, ritenuta opera di Camillo Bellini che rappresenta "San Vitale con San Pietro e San Prosdocimo", trasferita nell'oratorio delle monache contiguo alla chiesa di San Pietro.

#### San Pietro al Monte
Sembra - secondo il Mantese - che la chiesa di San Pietro in Monte esistesse alla sommità del percorso di salita a Monte Berico dove, in seguito, furono costruite le Scalette. Secondo il Giarolli, anzi, la denominazione di "scalette" era precedente alla costruzione del Santuario, e il luogo prendeva il nome da una scala che portava, appunto, alla chiesetta di san Pietro in Monte.
Sull'origine di questa chiesa vengono fatte alcune ipotesi, tra queste la supposizione del Bortolan che fosse stata costruita sulle rovine di un tempio pagano; non vi sono però reperti o documenti che comprovino quest'ipotesi - che ricorre anche per Sant'Apollinare e per San Giorgio - se non l'analogia con altre città, in cui templi pagani dominavano dalle alture.
La chiesa viene invece citata in alcuni privilegia medievali: quello del 1064 del vescovo Liudigerio al monastero di San Pietro, quello del 1123 di papa Callisto II e altri ancora.
Nel 1280 le monache di San Pietro, su invito del vescovo Bartolomeo da Breganze, cedettero la chiesetta - dietro corrispettivo - alla Compagnia dei Cavalieri Gaudenti. All'inizio del Trecento, però, nei loro confronti vi fu una contestazione per inadempienza e nel 1360 chiesa e adiacenze furono concessi in affitto a un canonico della cattedrale.
Dopo la dedizione di Vicenza alla Serenissima la chiesa fu demolita per fortificare la posizione, considerata strategica, del luogo e al suo posto fu costruito - o ingrandito perché già esistente alla fine del Trecento - un castello a difesa della città; pur essendo incerte le date precise della demolizione della chiesa e della costruzione di un edificio fortificato, documenti del tempo ne danno sicura attestazione.

### Chiese autonome o dipendenti da altre abbazie

#### San Desiderio
Secondo la tradizione e secondo lo storico vicentino Giovanni Mantese, dove oggi vi è la chiesa di Sant'Agostino esisteva, forse già dall'VIII secolo, un'antica chiesetta dedicata a san Desiderio che viene citata in alcuni documenti.
Probabilmente si trattava già - nel IX secolo - di una chiesa benedettina: nel privilegium del 983 del vescovo Rodolfo si parla di una "corte in Bassico", cioè nella zona bassa di Sant'Agostino. il più antico, importante e chiaro documento è il privilegium del 1186, con cui papa Urbano III confermava ai canonici della cattedrale la donazione di alcune chiese, tra cui quella di San Desiderio.
Verso la fine del XII secolo, uno dei canonici concesse la chiesa a una comunità di laici sposati dediti alla vita in comune, alla povertà e all'obbedienza. Di questa comunità non si sa altro, ma solo che non durò a lungo: nel 1236 i canonici e le canonichesse di San Marco di Mantova, che seguivano la regola di Sant'Agostino e risiedevano nel monastero di San Bartolomeo in Borgo Pusterla, ricevettero dai canonici l'investitura della chiesa con tutti i suoi privilegi ed i possedimenti che vi erano annessi. Vi rimasero circa cinquant'anni, finché nel 1288 il priore comunicò la rinuncia per l'impossibilità di far fronte alle ingenti spese di mantenimento. È probabile che, su proposta dello stesso priore, si sia allora insediata un'altra comunità laica.
Agli inizi del Trecento, però, la chiesa era in rovina. Nel 1319 un certo Giacomo, figlio di ser Cado, che voleva abbracciare a sua volta la regola agostiniana, si presentò al vescovo di Vicenza Sperandio, di fronte al quale si impegnò a restaurare l'antica chiesetta con le elemosine dei fedeli. Tra il 1323 e il 1357 la chiesa fu ricostruita nelle forme della transizione romanico-gotica e dedicata a sant'Agostino.
Secondo il Sottani, che cita una ricerca di Cattelan, è ormai dimostrato che l'antica chiesa di San Desiderio e quella di Sant'Agostino non coincidono, ma la seconda è stata invece costruita nei pressi della prima, i cui resti sono stati individuati.

#### San Vito
Nacque come abbazia benedettina probabilmente verso la fine del IX secolo o l'inizio del X in riva al fiume Astichello al di fuori della cinta urbana, nel luogo in cui nell'Ottocento è stato costruito il Cimitero acattolico.
Il più antico documento che riguarda l'abbazia attesta che Ugo di Provenza e suo figlio Lotario di Arles - nel periodo in cui erano associati come re d'Italia e quindi tra il 931 e il 941 - la donarono al vescovo di Vicenza, donazione confermata dal Diploma di Corrado II il Salico nel 1026.
Essendo collocata al di fuori delle mura cittadine, la chiesa aveva il fonte battesimale e la cura d'anime di un ampio territorio, esteso fino alla pieve di Santa Maria di Bolzano Vicentino.
Verso la fine del XII secolo però chiesa e monastero erano già stati abbandonati dai benedettini, e forse per questo nel 1186 il vescovo Pistore la considerava una chiesa diocesana e ne cedeva gli stabili ai canonici della cattedrale. Questi, a loro volta, li concessero dapprima allo Studio universitario che si formò nel 1204 a Vicenza e in seguito, nel 1209, ai Camaldolesi.
I monaci gestirono la chiesa fino agli inizi del Cinquecento, anche se con il passare del tempo divenne sempre meno agibile e nel 1314 i monaci costruirono più vicino alla città un oratorio dedicato a santa Lucia.
Nel 1509, ai tempi della Lega di Cambrai, in previsione della costruzione di nuove fortificazioni, la Repubblica di Venezia ordinò l'abbattimento dell'abbazia di San Vito e i Camaldolesi dovettero trasferire il monastero e la parrocchia, che nel frattempo era stata loro affidata, nella chiesa di Santa Lucia, che essi avevano costruito nel 1433 e nella quale l'altare maggiore era stato consacrato a san Vito. Poiché il progetto delle fortificazioni in realtà fu abbandonato, l'effettiva demolizione della chiesa di San Vito venne dilazionata e avvenne nel 1552; le macerie furono impiegate per la costruzione del campanile di Santa Lucia.

#### San Silvestro

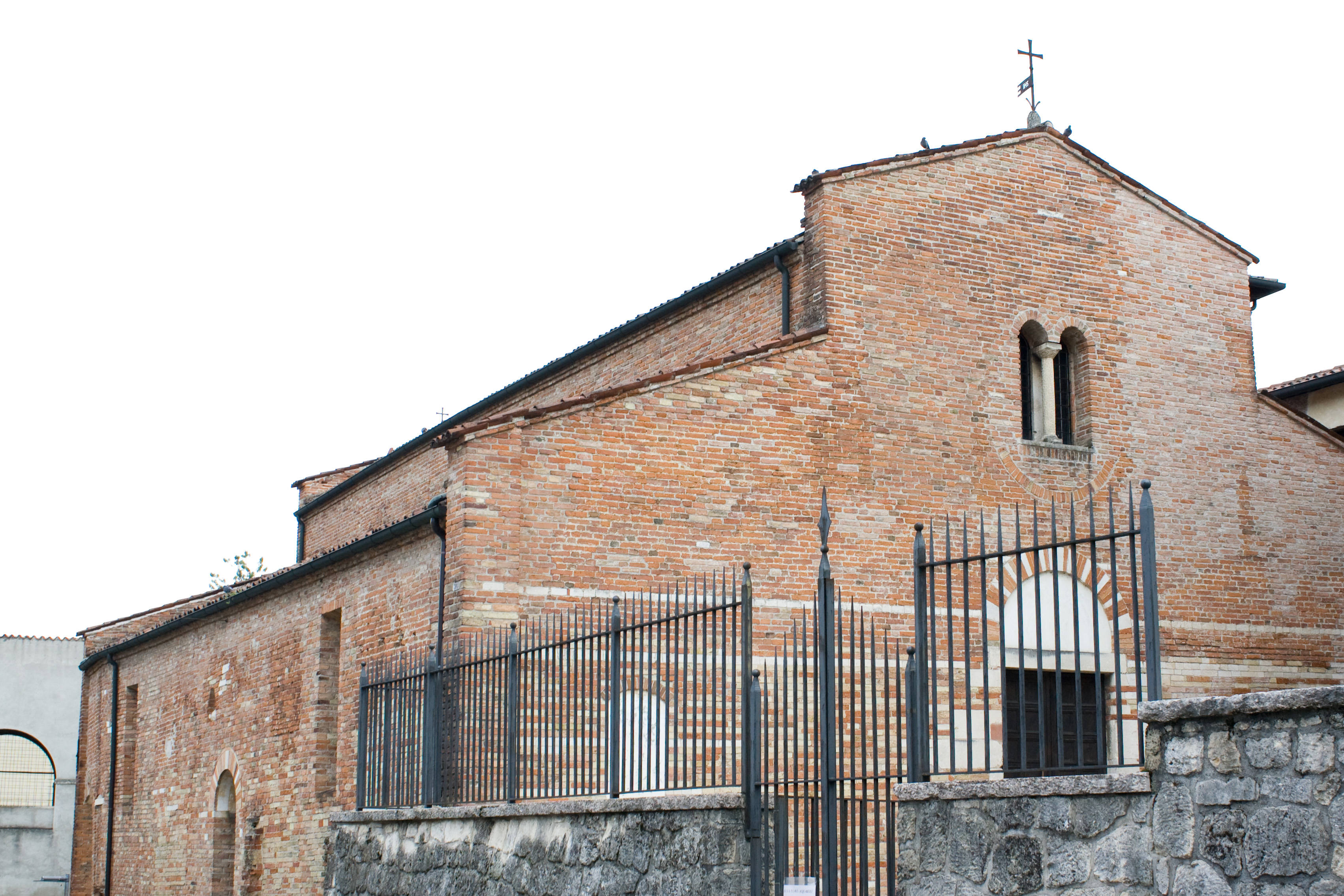
Chiesa di San Silvestro, nel suo aspetto duecentesco

Del tutto incerta è la data in cui fu costruita quest'abbazia. Il primo documento relativo a San Silvestro è un placito dell'883 di Carlo il Grosso, in merito ad un contenzioso su otto corti che l'abbazia di Nonantola possedeva nel Vicentino.
Secondo il Barbarano, la chiesa sarebbe stata costruita nel 752 come grangia, organizzazione agricola alle dirette dipendenze dei benedettini dell'abbazia di Nonantola. Nel 1133 una bolla di papa Innocenzo II fa menzione della chiesa nonantoliana di San Silvestro, situata in suburbio Vicentie.
Sembra che durante il X o l'XI secolo la chiesa sia crollata, tranne le absidi e i muri perimetrali fino a poco più di due metri dal pavimento. L'aspetto attuale della chiesa è quello del XII secolo, nelle tipiche forme dell'acerbo romanico veronese. La facciata rispecchia la suddivisione e i dislivelli delle navate interne. Caratteristica la porta con una centina di pietre bianche alternate a mattoni, tipiche dell'ambiente veronese. Sopra di essa soltanto una bifora, anche se sono evidenti le tracce di altre aperture ora accecate. L'interno è a pianta basilicale a tre navate - la mediana delle quali è più ampia e più alta - concluse da absidi semicircolari. Le navate sono sostenute da tozzi pilastri quadrati con semplici capitelli; simili alle originali sono le cinque finestrelle a destra sulla navata centrale, mentre più tardive sono le grandi finestre a settentrione.
Gli atti di un processo svoltosi intorno al 1280 di fronte al vescovo di Vicenza Nicelli, dimostrano che i monaci di San Silvestro, pur in assenza di una regolare costituzione della parrocchia nel Borgo Berga, di fatto gestivano funzioni parrocchiali da epoca immemorabile; la giurisdizione venne confermata ed era ancora attiva nel 1452. Con il tempo però la situazione del monastero decadde finché, all'inizio del XIV secolo i pochi monaci presenti dovettero ricorrere a un sacerdote secolare per poter assicurare la cura d'anime; un secolo più tardi il monastero era quasi estinto e i priori nominati da Nonantola si occupavano solo di aspetti amministrativi e di garantire le funzioni parrocchiali. In questo periodo la chiesa non decadde del tutto.
Nel 1523 alcune monache della comunità benedettina di San Pietro si insediarono a San Silvestro, che ritornò così a rivivere e divenne in pochi anni il più florido monastero femminile della città; fino alla metà del Settecento il numero delle monache superò sempre la trentina.
La chiesa, che aveva sei altari, fu rimaneggiata nel 1568 e negli anni seguenti; nel secolo successivo si demolirono le absidi per l'erezione del coro delle monache e l'interno venne arricchito di un soffitto a lacunari decorato di sette tele, fra cui cinque di Giulio Carpioni.
Nel 1797, con l'arrivo dell'armata napoleonica, le monache furono obbligate a lasciare il monastero - che fu occupato dalle truppe francesi - e trasferirsi in quello di San Pietro e nel 1805, dopo il ritorno dei francesi, gli edifici furono nuovamente e definitivamente requisiti. La chiesa, che conservava ancora funzioni di parrocchia, rimase aperta fino al 1810, anno in cui la cura d'anime fu trasferita nella chiesa del soppresso monastero benedettino di Santa Caterina. Tutto San Silvestro fu ridotto a caserma e la chiesa venne chiusa. Nel 1809 era già stato venduto e demolito il campanile, rimaneggiato in forme barocche e ritenuto uno dei più belli della città.
Con l'annessione di Vicenza al regno d'Italia, la caserma assunse il nome del generale Durando e fu destinata alle truppe alpine. Sconsacrata e profanata nelle sue stesse tombe, la chiesa fu ridotta ad uno stato di totale abbandono. Nel 1938 fu abbattuto il soffitto seicentesco e rimossi gli altari, dove da tempo erano scomparsi i dipinti. Nel 1944, durante la seconda guerra mondiale, il complesso monastico subì pesanti bombardamenti che sventrarono il tetto.
Soltanto nel secondo dopoguerra fu iniziato il restauro della chiesa e di quanto era rimasto del complesso monastico. Attualmente la chiesa romanica è adibita a manifestazioni d'arte a cura delle Associazioni Artisti per l'arte sacra della Diocesi di Vicenza.

#### Santa Maria Etiopissa

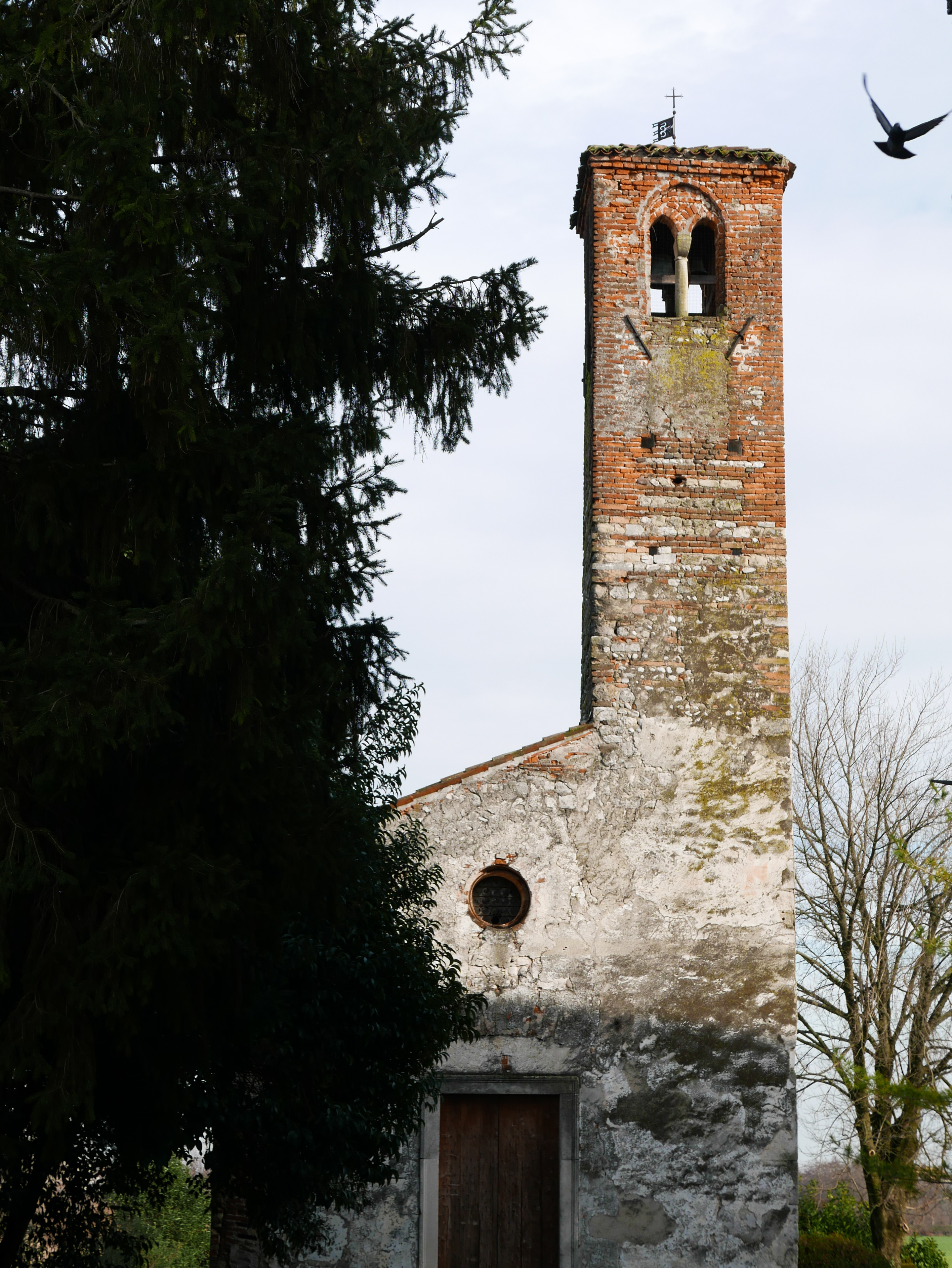
Chiesa di Santa Maria Etiopissa

La prima testimonianza della sua esistenza risale al 27 marzo 1107, quando la famiglia da Vivaro, feudataria del vescovo di Vicenza, donò all'abbazia benedettina di Santa Maria Pomposa "capella una aedificata in honorem sanctae Mariae quae est posita in villa nomine Teupese …", insieme con altre chiese della zona di Dueville.
Alcuni studiosi del XIX secolo scorso hanno ipotizzato una fondazione della chiesa in età longobarda, sulla base di pochi e incerti elementi, come il celebre pluteo con i pavoni affrontati, conservato in copia all'interno dell'aula e riconducibile al VI-VII secolo, ipotesi però che non trova sicuro fondamento.
Durante il Basso Medioevo la lontananza di questo monastero dall'abbazia madre lo ridusse in tristi condizioni, fino alla quasi totale scomparsa della comunità religiosa; alla fine del Trecento vi fu una certa ripresa, che però non durò a lungo. Agli inizi del XV secolo Santa Maria Etiopissa era sotto la giurisdizione del capitolo della cattedrale di Vicenza e divenne una specie di chiesa curata per la contracta (contrada) di Chiupese, piccolo nucleo posto lungo la strada che andava verso Marostica e dove vi era anche un'osteria. La chiesa durante tutto questo secolo servì da parrocchiale per le famiglie sparse tra Vivaro e Cavazzale.
Intorno al 1480, sotto l'abate Marco Vitriano, la chiesa fu di nuovo radicalmente restaurata e decorata al suo interno. Tra questi lavori un bel portale lombardesco, anche se non è possibile un'attribuzione fra i tanti maestri lombardi allora operosi in Vicenza. Dello stesso periodo il fregio floreale che gira attorno alla chiesa e alcuni preziosi affreschi ancora esistenti: la Vergine in trono e i santi Cristoforo e Lucia, la Vergine sotto un baldacchino con Gesù sulle ginocchia, i monaci Marco Vitruvio e Barnaba, l'annunciazione della Vergine; affreschi forse attribuibili al pittore Taddeo d'Ascoli, figlio di Villano.
Nel 1482 l'antica abbazia benedettina fu incorporata nel monastero di san Bartolomeo di Vicenza; essa rimase comunque in stato di semi abbandono, forse per il clima umido - vicino esisteva una risaia e quindi campi allagati - che la rendeva malsana e ne condizionava l'abitabilità.
La chiesa attualmente è frequentata dagli abitanti della zona nelle celebrazioni liturgiche, sebbene versi in uno stato di degrado e di abbandono gravi.

#### San Martino al Ponte Marchese

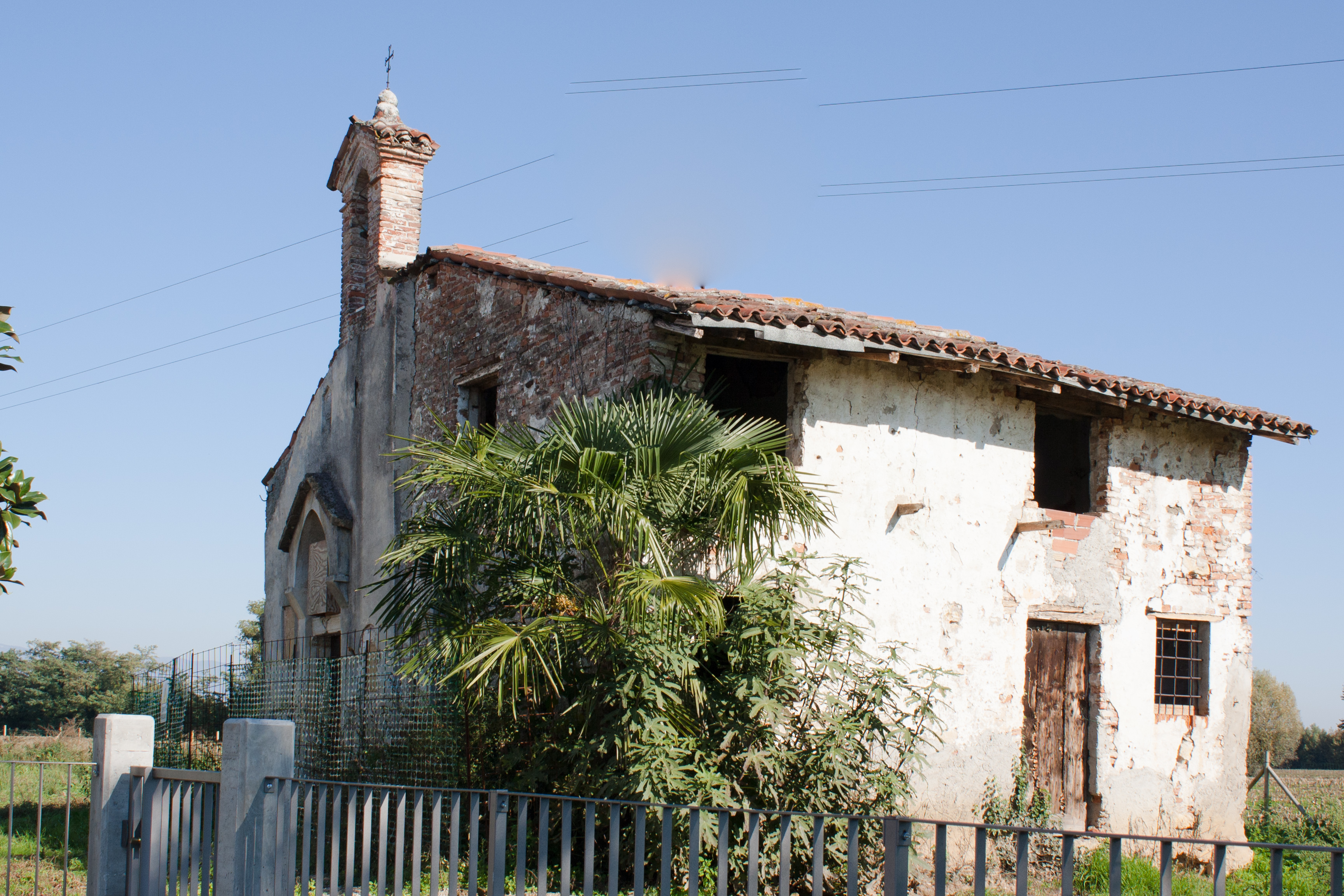
Chiesa di San Martino al Ponte del Marchese nel 2012, prima del suo restauro nel 2014-2015

Questa cappella si trova a nord di Vicenza, in località Ponte Marchese, attualmente parte del quartiere San Bortolo.
Anche di questa cappella - che apparteneva alla pieve urbana, nella coltura di San Marco - non si conosce l'origine. I primi documenti risalgono alle visite pastorali dei vescovi Giovanni Antonio Farina (marzo 1864) e Antonio Feruglio (luglio 1909). Opinioni assai diverse sono state elaborate dagli storici vicentini che si sono occupati dell'antica organizzazione ecclesiastica. Secondo Giuseppe Lorenzon si tratterebbe addirittura di un edificio paleocristiano rifatto in età romanica, secondo Attilio Previtali - forse anche perché sulla facciata sono inseriti alcuni frammenti lapidei di quell'epoca - risalirebbe al periodo longobardo, mentre il Mantese lo data all'epoca carolingia. Tutti, comunque, riconoscono l'antichità dell'edificio.
Nel Quattrocento, ormai cadente, la chiesa fu ristrutturata dalla famiglia Porto, che la ridusse di dimensioni, conservando l'aspetto di cappella rustica, e ne riservò una parte ad uso privato. Una croce murata sulla facciata alla destra della porta d'ingresso riporta la data del 1491.
Come tutte le chiese del tempo, è orientata con l'altare verso est e ha una piccola abside semicircolare, sulla quale tre oculi indicano una manomissione del Seicento, come risulta dall'interno ribassato, dove è stata collocata una piccola statua della Vergine, e dagli affreschi sulle pareti del presbiterio. Sul colmo della facciata si alza un piccolo campanile a vela con una campana; sulla trave della porta d'ingresso, cui è sovrapposta un'edicola ogivale, vi è l'iscrizione: Hic accipias benedictionem et misericordiam a Domino salutari nostro.
La chiesa è stata restaurata negli anni tra il 2014 e il 2015.